# Omosessualità nell'antica Roma

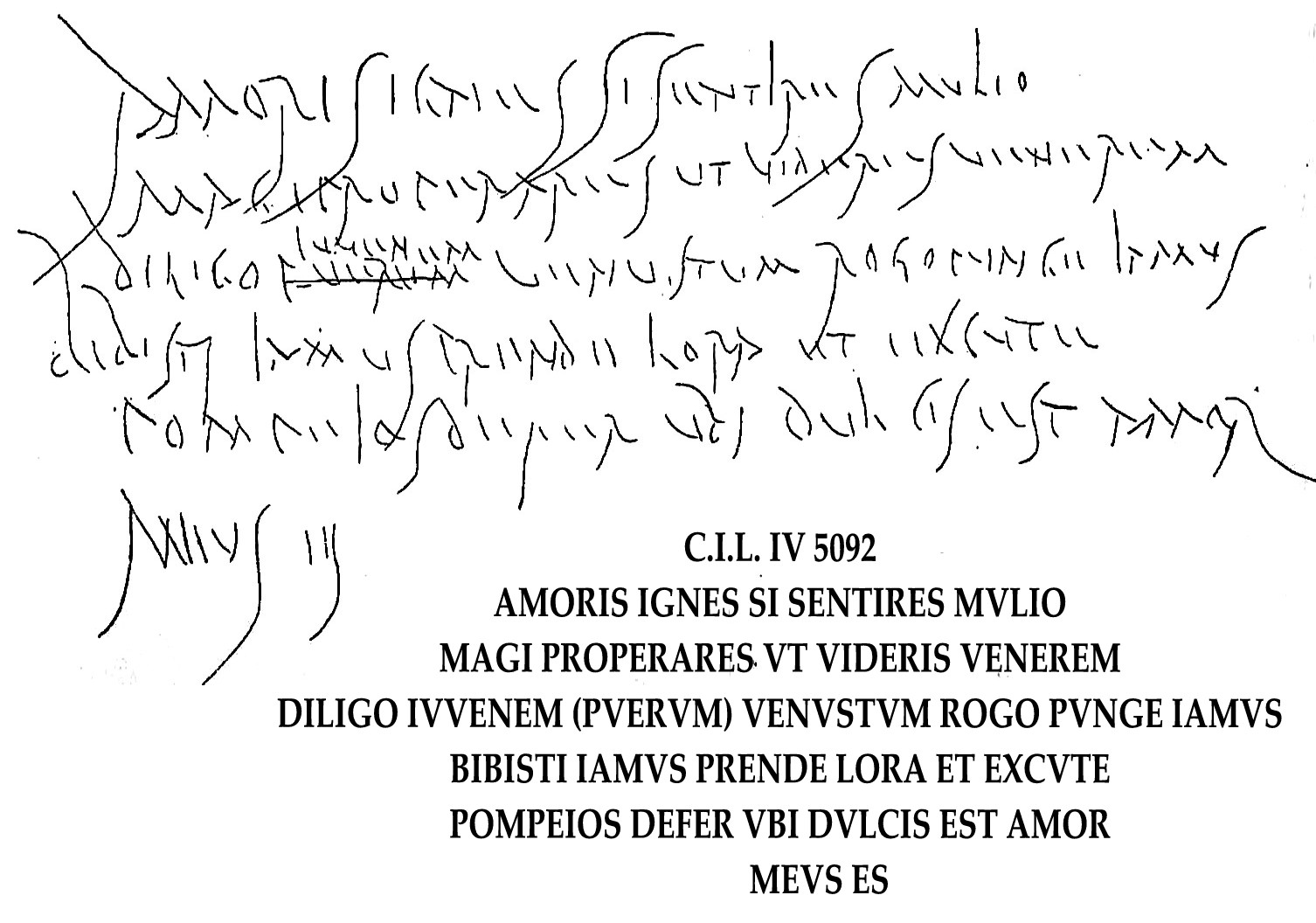
Graffito in versi proveniente da Pompei antica. Lo scrivente, bruciato dalle fiamme d'amore, incita il mulattiere a smetterla di bere e a pungolare semmai i muli per arrivare prima a casa, dove un bel ragazzo, di cui egli è innamorato, lo attende (là ove l'amore è dolce).

Gli atteggiamenti sociali nei confronti dell'omosessualità nell'antica Roma e i comportamenti relativi differiscono - spesso in una maniera assai notevole - da quelli assunti della contemporanea civiltà occidentale e presenti in essa; il tema deve pertanto essere affrontato necessariamente attraverso la visione del mondo e della sessualità tipica della maggioranza delle società antiche, molto diversa da quella moderna.

## Il ruolo passivo come discriminante morale
Per le antiche civiltà precristiane intrise di paganesimo, soprattutto per quelle del mondo classico (antica Grecia e antica Roma), non esisteva un'autentica differenziazione individuale basata sull'orientamento sessuale o di identità di genere. Piuttosto, questa esisteva in base al ruolo assunto all'interno del rapporto sessuale: l'identificazione e le leggi che regolavano le relazioni e le varie pratiche amorose non si fondavano sull'oggetto del desiderio (una persona dello stesso sesso o di quello opposto), ma la discriminante era bensì data dal fatto che quella persona ricoprisse un ruolo attivo e associato quindi alla virilità e alla mascolinità, oppure uno passivo, generalmente considerato come estremamente degradante e tipico della femminilità (era dato cioè dall'atto che poteva essere dominante o sottomesso, come viene indicato anche nell'uso dei termini catamite e irrumatio).
Agli antichi romani era peraltro completamente sconosciuta anche la dicotomia del concetto moderno tra un'esclusiva omosessualità e un'altrettanto esclusiva eterosessualità, proprio per il fatto che l'identificazione sessuale avveniva per lo più in base al ruolo svolto durante l'atto intimo (vedi attivo e passivo nel sesso); la stessa lingua latina manca di parole traducibili con eterosessuale o omosessuale come un'identità consapevole di chi prova attrazione solo nei confronti di persone dell'altro o del proprio stesso sesso.

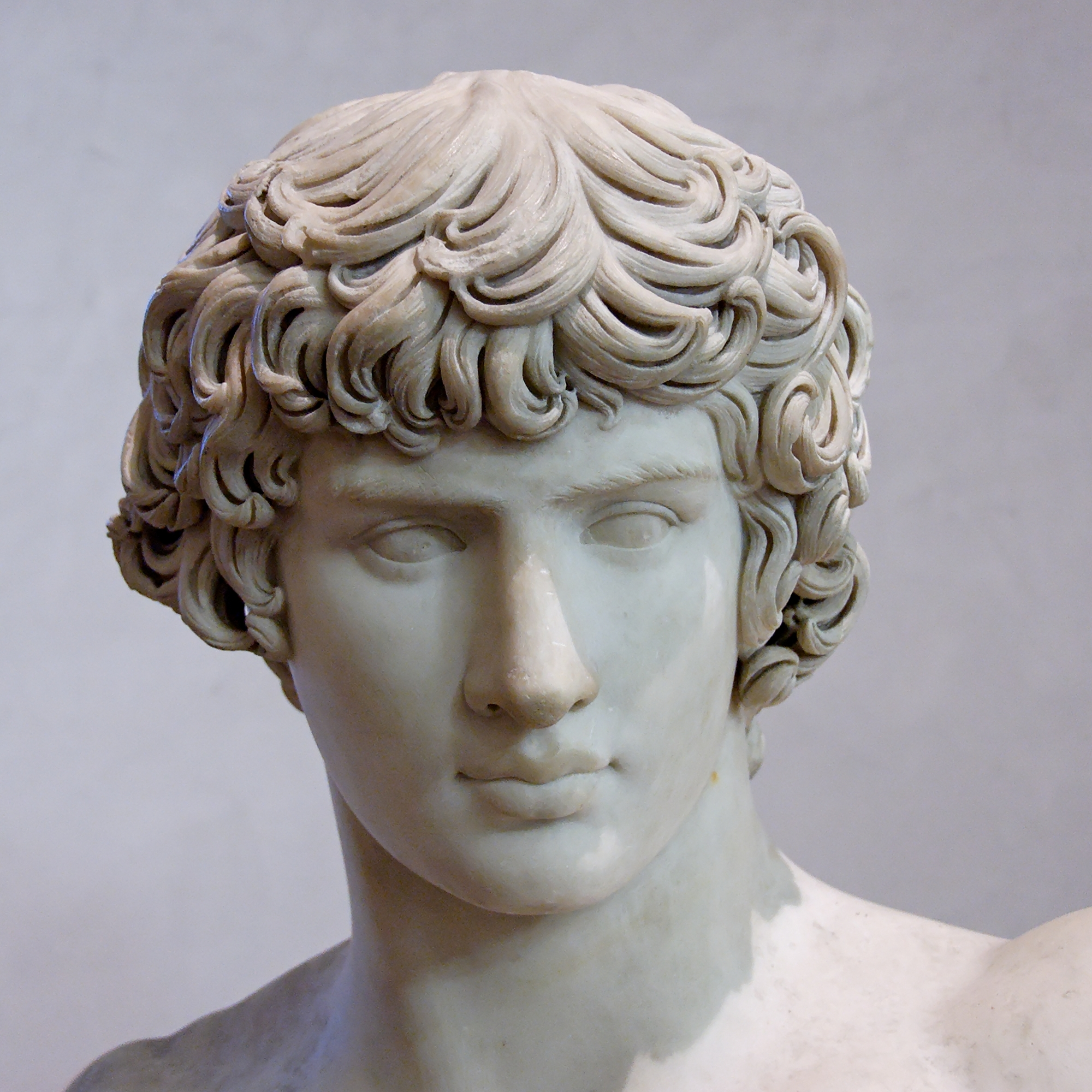
Antinoo, il giovane di cui s'innamorò l'imperatore romano del II secolo Publio Elio Traiano Adriano. Quando l'amato morì, Adriano ne fece letteralmente un dio, innalzandogli decine di statue in tutto l'impero.

Quelli che possedevano a tutti gli effetti la cittadinanza romana (la Libertas-libertà politica e il diritto di governare sé stessi e la propria familia con l'autorità derivante dal pater familias), la Virtus è stata sempre intesa come una delle qualità attive per eccellenza e attraverso la quale l'uomo-vir si viene maggiormente a definire. Gli uomini erano liberi d'intrattenere rapporti sessuali con altri maschi senza alcuna percezione di perdita di virilità o di status sociale, fintanto e a condizione che avessero assunto la posizione di comando (sessualmente penetrativa).

## Il ruolo attivo come segno di virilità
La mentalità di conquista e il culto della virilità formano nel corso del tempo anche le relazioni omoerotiche; la pratica omosessuale a Roma si afferma molto presto come rapporto di dominazione, ad esempio del cittadino sopra lo schiavo, il tutto a conferma della decisa virilità mascolina dell'uomo romano; la schiavitù nell'antica Roma contemplava difatti anche una decisiva sudditanza sessuale nei confronti di chi deteneva il potere sopra altre persone. L'ideale romano di mascolinità funge in tal modo da premessa all'assunzione di un ruolo attivo sempre e comunque, preso e innalzato a valore supremo: ciò costituiva "la prima direttiva del comportamento sessuale maschile per i Romani".
Partner maschili accettabili erano sia gli schiavi sia tutti coloro che si dedicavano alla prostituzione maschile ma anche quelli il cui stile di vita li immetteva nel nebuloso campo sociale dell'infamia, gli esclusi dalle normali protezioni accordate a ogni cittadino, questo anche se fossero stati tecnicamente liberi. Pur preferendo nella generalità dei casi la pederastia (compagnia intima con giovani di età compresa tra i 12 e i 20 anni), con i minori di sesso maschile nati liberi agli uomini adulti era rigorosamente proibito qualsivoglia tipo di approccio, mentre i prostituti di professione e gli schiavi potevano essere anche molto più vecchi.

## Omosessualità femminile
Le relazioni omosessuali tra le donne sono meno documentate. Anche se le donne nell'antica Roma appartenenti alle classi più alte (come le matrone) erano solitamente istruite e vi sono esempi noti di scrittura poetica e vaste corrispondenze con parenti di sesso maschile, molto poco e frammentario è ciò che è sopravvissuto rispetto a quello che potrebbe essere stato effettivamente scritto da mani femminili. Gli scrittori maschi hanno mostrato ben poco interesse al modo in cui le donne hanno sperimentato e vissuto la sessualità in generale; il poeta latino dell'era augustea (vedi Storia della letteratura latina (31 a.C. - 14 d.C.)) Publio Ovidio Nasone risulta qui un'eccezione, dimostrandosi particolarmente acuto e sensibile al riguardo; ma egli è anche uno dei più strenui sostenitori di uno stile di vita fortemente improntato all'amore verso le donne e in opposizione alle norme sessuali romane alternative a esso.
Durante la repubblica romana e nel corso dell'epoca costituita dal principato e dall'inizio dell'alto impero romano assai poco viene registrato riguardo a relazioni sentimentali tra donne, mentre prove migliori e di più ampio genere sussistono, anche se variamente disperse, per il successivo periodo del tardo impero romano e della tarda antichità.

## Excursus storico
Quando si parla di omosessualità nella romanità antica bisogna necessariamente distinguere almeno tre grandi periodizzazioni storiche, in cui spesso cambia la concezione e la visione e accettazione stessa dei rapporti omosessuali:
1. il periodo dell'Età regia di Roma e quello repubblicano antecedente al 146 a.C. (Grecia romana);
2. il periodo repubblicano successivo alla conquista della Grecia fino all'Alto Impero romano;
3. infine il periodo del basso Impero.

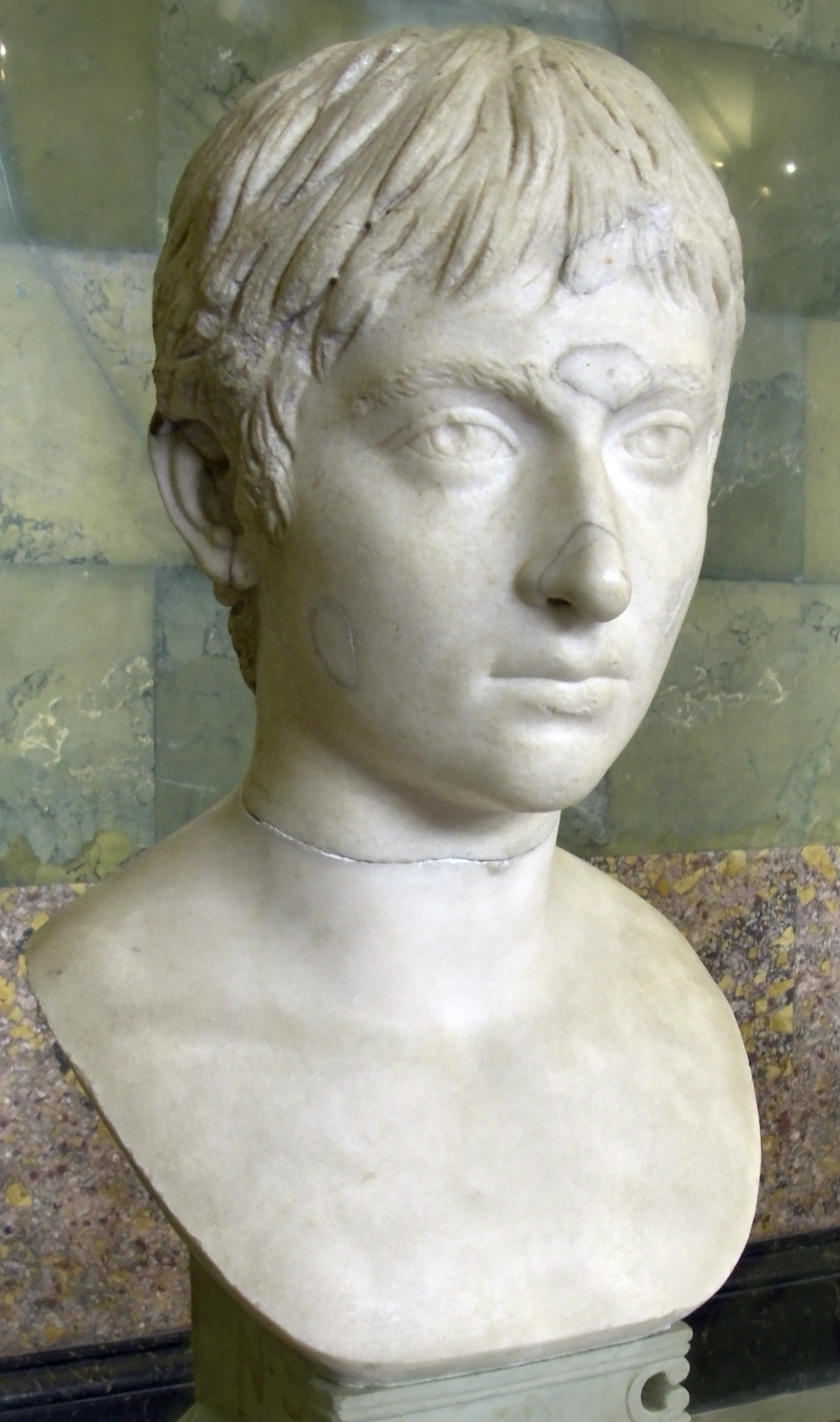
Busto antico romano di ignoto adolescente, conservato all'Ermitage di San Pietroburgo e datato al II secolo d.C.

### Periodo antecedente la conquista della Grecia
Nel periodo repubblicano antecedente alla conquista della Grecia i rapporti omosessuali erano osteggiati e visti con sospetto. I Romani identificavano infatti il rapporto tra persone dello stesso sesso come il vizio greco, sostenendo che nei loro antenati non esistesse l'omosessualità, ritenuta un'offesa al costume degli avi (il famoso mos maiorum), contraria al rigore del "civis Romanus" e motivo dell'indebolimento e del rammollimento della società romana stessa.
La libertà politica di un cittadino è stata definita in parte dal diritto di preservare il proprio corpo da qualsivoglia costrizione fisica, comprendente pertanto sia la punizione corporale sia l'abuso sessuale; il sentimento di mascolinità era la premessa imprescindibile della capacità di governare sia sé stessi sia altre persone di status inferiore e la Virtus, come già sottolineato, è il valore che rende l'uomo più pienamente uomo: la virtù attiva per eccellenza, quindi.

### Periodo successivo alla conquista della Grecia e Alto Impero
Con la conquista della Grecia, assieme alla cultura della Grecia classica, Roma assorbe anche molte usanze, tra cui il cosiddetto "amore greco". Ma i cives romani praticavano l'omosessualità solamente con gli schiavi e con i liberti. Era deprecabile che un cittadino assumesse il ruolo passivo in un rapporto omosessuale, perché questo era in conflitto con una certa ideologia virile e dominatrice presente in tutta la società romana.
La conquista sessuale diviene presto metafora comune, utilizzata spesso nell'arte retorica romana più favorevole all'imperialismo, e la mentalità da conquistatori, inerente anche alla sfera della sessualità nell'antica Roma, faceva parte di un culto generico della virilità il quale poteva condurre anche a particolari forme di pratiche omosessuali tra gli uomini. Gli studiosi contemporanei tendono pertanto a vedere le espressioni inerenti alla sessualità maschile umana all'interno della civiltà romana in termini di opposizione binaria nel modello penetratore-penetrato; cioè l'unico modo corretto per un maschio romano di cercare gratificazione sessuale era quello di inserire il suo pene nel/nella partner: permettere di lasciarsi penetrare avrebbe invece minacciato la propria libertà come cittadino, oltre che la sua intrinseca integrità sessuale. Il ruolo passivo indicante sottomissione era sommamente disprezzato e visto come sintomo di mollezza, di rinuncia alla virilità e perciò deprecabile e vergognoso, specialmente se era un cittadino romano a ricoprirlo.
Ci si aspettava ed era socialmente accettabile per un uomo romano nato libero di voler consumare esperienze sessuali con entrambi i tipi di partner, sia maschili sia femminili, l'importante era mantenere un ruolo dominante. La moralità del comportamento dipendeva poi anche dalla posizione sociale del partner, indipendentemente dal fatto che fosse un uomo o una donna; le donne e i giovani uomini sono stati entrambi considerati normali oggetti del desiderio, ma fintanto che si manteneva al di fuori del vincolo matrimoniale un uomo avrebbe dovuto cercare di soddisfare i propri desideri solo con schiavi, prostitute (che spesso erano schiave o ex-schiave anch'esse) e gli infames (i succitati sottoposti a infamia).
Il sesso di un partner non determinava se questa relazione fosse accettabile o meno, sempre però a patto che il godimento di un uomo non usurpasse l'integrità di un altro uomo: era altamente immorale ad esempio avere una relazione con la moglie di un altro uomo nato libero, con una ragazza in età da marito o con un ragazzo minorenne di buona famiglia, o con lo stesso cittadino libero adulto; mentre l'uso sessuale degli schiavi di un altro uomo doveva sottostare al permesso del proprietario. La mancanza di autocontrollo, anche nell'ambito della gestione della propria vita sessuale, indicava platealmente che quell'uomo era del tutto incapace di governare gli altri; troppa indulgenza nei confronti dei "bassi piaceri sensuali" minacciava di erodere l'identità del maschio dell'élite nella sua qualità di persona istruita (quindi migliore e destinata a governare).

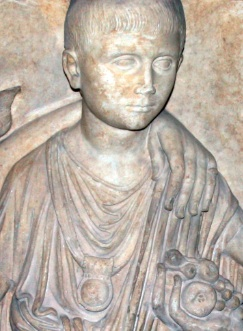
Particolare della tomba-monumento di un giovane che mostra un antico ragazzo romano con indosso una bulla, l'amuleto pensato per proteggere un bambino nato libero da influenze sovrannaturali malevoli e lo segnava come sessualmente indisponibile/intoccabile.

La Lex Scantinia (149 a.C.) condannava espressamente l'uomo nel caso di rapporti omosessuali tra un adulto e un puer o praetextati (da praetexta, la toga bianca orlata di porpora che portavano i ragazzi che non avevano ancora raggiunto l'età della piena maturità sessuale (fino ai 15-17 anni)), mentre nel caso di rapporto omosessuale tra cittadini liberi adulti veniva punito quello che tra i due assumeva il ruolo passivo, con una multa che poteva ammontare fino a 10.000 sesterzi.
La Lex Scantinia, di cui non ci è pervenuto il testo ma che abbiamo solamente attraverso citazioni tratte dagli scritti del filosofo Marco Tullio Cicerone, di Decimo Magno Ausonio, dello storico Gaio Svetonio Tranquillo, del poeta Decimo Giunio Giovenale e infine da parte degli autori cristiani Tertulliano e Prudenzio, è un'importante testimonianza a dimostrazione del fatto che l'omosessualità veniva praticata in tutti gli ambienti sociali.

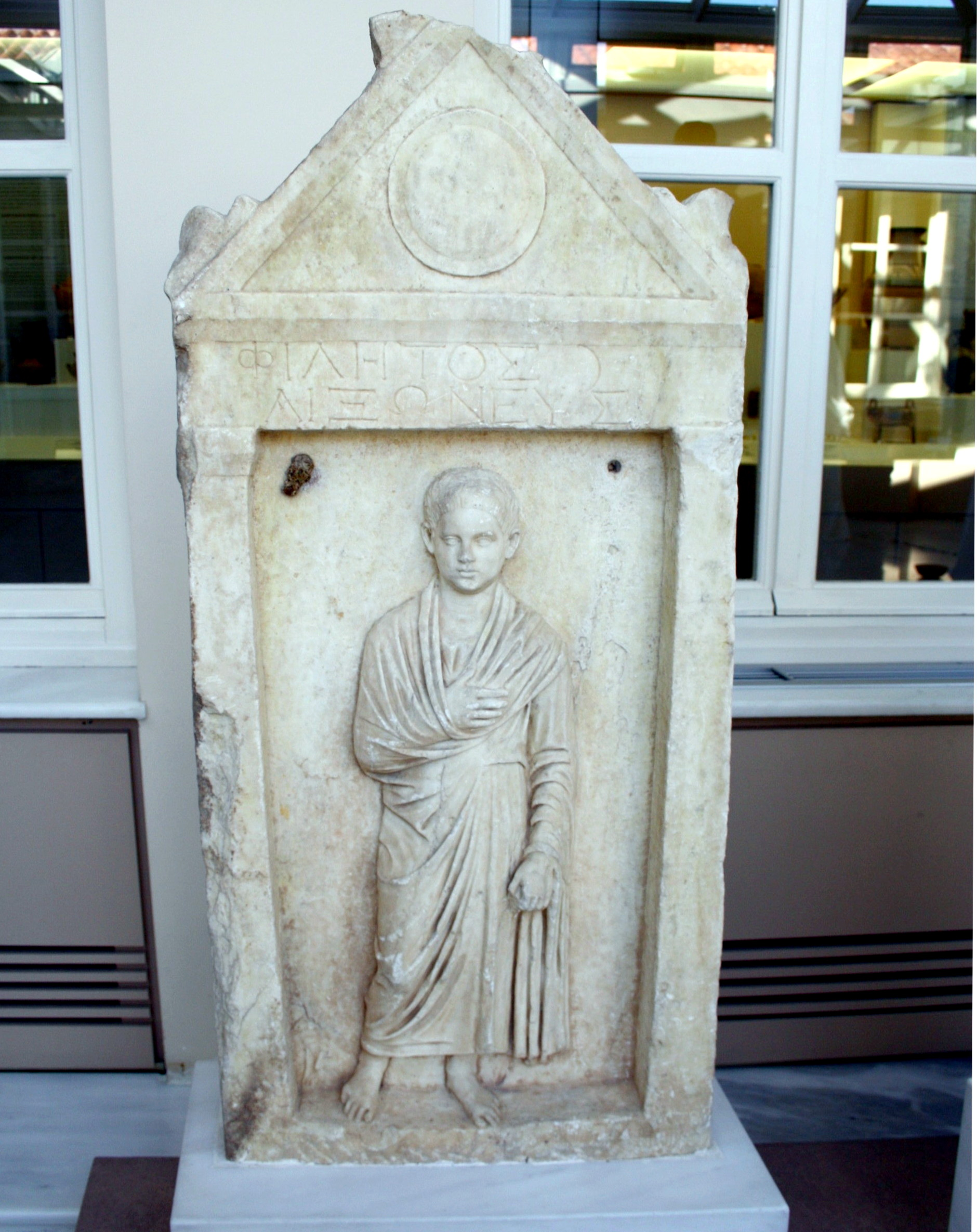
Stele funebre dell'adolescente Philetos, del demo di Aixone (prima metà del I secolo d.C.) che indossa la toga. Esposta nel cortile interno coperto del "Museo archeologico del Ceramico" ad Atene.

In età imperiale, le ansie circa la perdita della libertà politica e la subordinazione del cittadino all'imperatore si sono espresse nella percezione di un aumento del volontario comportamento omosessuale passivo tra gli uomini liberi, accompagnato da una crescita documentata nell'esecuzione di punizioni corporali sui cittadini. La dissoluzione degli ideali repubblicani di integrità fisica in relazione alla "libertas" contribuisce alla licenza sessuale e si riflette nella decadenza associata con l'impero.
A ogni modo, analizzando i testi e i poemi degli scrittori antichi, non si può fare a meno di notare alcune contraddizioni, almeno dal punto di vista del pensiero moderno, sul tema dell'omosessualità: se da una parte infatti molti scrittori esaltano e descrivono le gesta omoerotiche, vantandosi di conquiste amorose nei confronti di giovani, schiavi e liberti (in molte tra le poesie di Gaio Valerio Catullo), o addirittura dando consigli su come conquistare i ragazzi (come fa Albio Tibullo); dall'altra altri scrittori, se non gli stessi, ironizzano, in modo molto spesso violento, contro chi si macchia di effeminatezza (gli uomini che ricoprono il ruolo passivo nei rapporti omosessuali maschili) soprattutto se cittadini romani, scherniti e derisi quando non violentemente attaccati come causa di decadimento sociale (lo stesso Catullo nei Carmina 16, 25 e 33).
Questa apparente contraddizione è in un certo senso giustificata dalla visione che della società avevano i romani, tipicamente e prettamente maschilista, dove il ruolo attivo in un rapporto sessuale, sia con donne sia con uomini, era sintomo di virilità e veniva esaltato, in rapporto anche alla superiorità della Gens Romana sopra gli altri popoli, destinata quindi a dominarli anche sessualmente.

#### Giulio Cesare

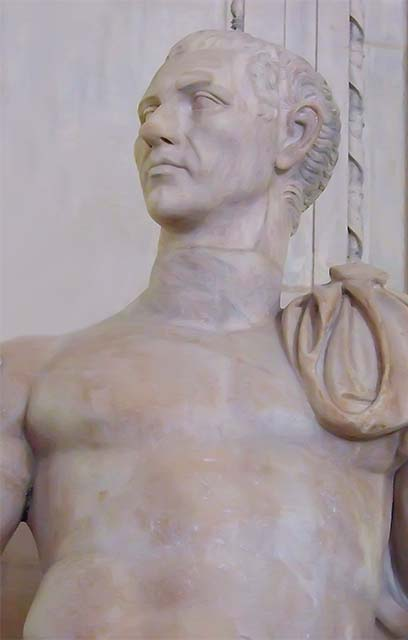
Statua di Giulio Cesare, esempio di nudo eroico.

Anche molti uomini illustri tra i più noti e stimati, uno fra tutti Gaio Giulio Cesare - membro autorevole della Gens Giulia e capostipite della dinastia giulio-claudia - provavano una forte attrazione nei confronti di persone dello stesso sesso: l'omosessualità, o meglio la bisessualità, di Cesare è ben testimoniata da Cicerone secondo cui egli era "il marito di tutte le mogli e la moglie di tutti i mariti".
I suoi gusti nella sfera sessuale furono spesso motivo di pettegolezzo e canzonatura da parte sia dei detrattori sia degli stessi soldati a lui sottoposti; Plutarco e Svetonio narrano approfonditamente della sua relazione omoerotica avuta in gioventù con l'ultimo sovrano del regno di Bitinia Nicomede IV; non vi fu nemico o personaggio pubblico che non cogliesse l'occasione, anche a distanza di anni, per fare della maldicenza a proposito dei rapporti particolari intercorsi fra il giovane Cesare e il re.

Cesare veniva di volta in volta definito "rivale della regina di Bitinia", "stalla di Nicomede", "bordello di Bitinia". Marco Campurnio Bibulo, collega di Cesare nel consolato del 59, riprendendo la vecchia accusa che lo dipingeva come regina di Bitinia, per attaccare la sfrenata ambizione di Cesare che manifestava tendenze monarchiche affermò: "Questa regina, una volta aveva voluto un re, ora vuole un regno". I legionari, il giorno del trionfo di Cesare sui Galli, seguendo il costume che consentiva ai soldati di indirizzare il giorno del trionfo versi piccanti e scurrili al proprio comandante, intonarono un canto che suonava più o meno così: 
(Svetonio, Vita di Cesare.)
 Lo stesso Cicerone, riferendosi ai fatti di Bitinia, scriveva nelle sue lettere che con Nicomede IV Cesare “aveva perso il fiore della giovinezza” e un giorno, in Senato, durante una seduta in cui Cesare per perorare la causa di Nisa, figlia di Nicomede, ricordava i benefici ricevuti da quel re, Cicerone pubblicamente lo interruppe esclamando: “Lascia perdere questi argomenti, ti prego, poiché nessuno ignora che cosa egli ha dato a te e ciò che tu hai dato a lui”.
Gaio Valerio Catullo ebbe a sostenere che Cesare e il suo ufficiale Mamurra durante la campagna di Gallia avessero avuto una relazione, ma più tardi si scusò: in quest'episodio Cesare dimostrò tutta la sua clementia, concedendo al poeta il suo perdono e lasciandogli frequentare la sua domus. Marco Antonio, infine, insinuò, nel tentativo di diffamare il suo avversario durante la guerra civile, che Cesare avesse avuto un rapporto anche con il nipote Ottaviano, e che la causa della sua adozione fosse stata proprio la loro relazione amorosa.

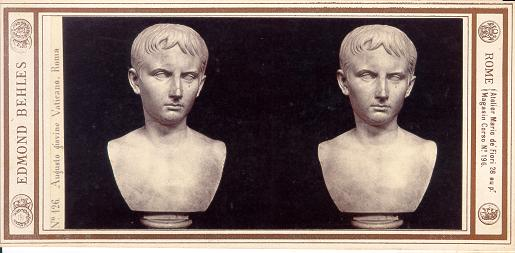
Ottaviano Augusto da giovinetto.

#### Omoerotismo tra gli imperatori
D'altra parte, tra i primi imperatori romani tutti (tranne Claudio) ebbero predisposizione ad abituali e ripetute esperienze omoerotiche: dopo Cesare, soprannominato con dileggio la "Regina di Bitinia" e la "moglie di tutti i mariti"; Augusto, il quale quand'era chiamato ancora solo Ottaviano veniva additato con disprezzo dai detrattori col nome di Ottavia: Marco Antonio ebbe modo in seguito di accusare Ottaviano di essersi guadagnato la sua adozione da parte di Cesare attraverso favori sessuali, anche se occorre dire che Svetonio descrive l'accusa rivoltagli da Antonio come pura calunnia politica.
Dopo che Marco Favonio fu catturato e giustiziato a seguito della battaglia di Filippi Ottaviano acquistò uno dei suoi schiavi, un certo Sarmento, quando tutte le proprietà del nemico sconfitto vennero messe in vendita: è stato affermato poi ch'egli divenne il catamite preferito dello stesso futuro imperatore. Quinto Dellio dirà in seguito a Cleopatra che, mentre lui e gli altri dignitari venivano trattati come vino acido da Antonio, Ottaviano si stava gustando il "catamite Falerno" a Roma.

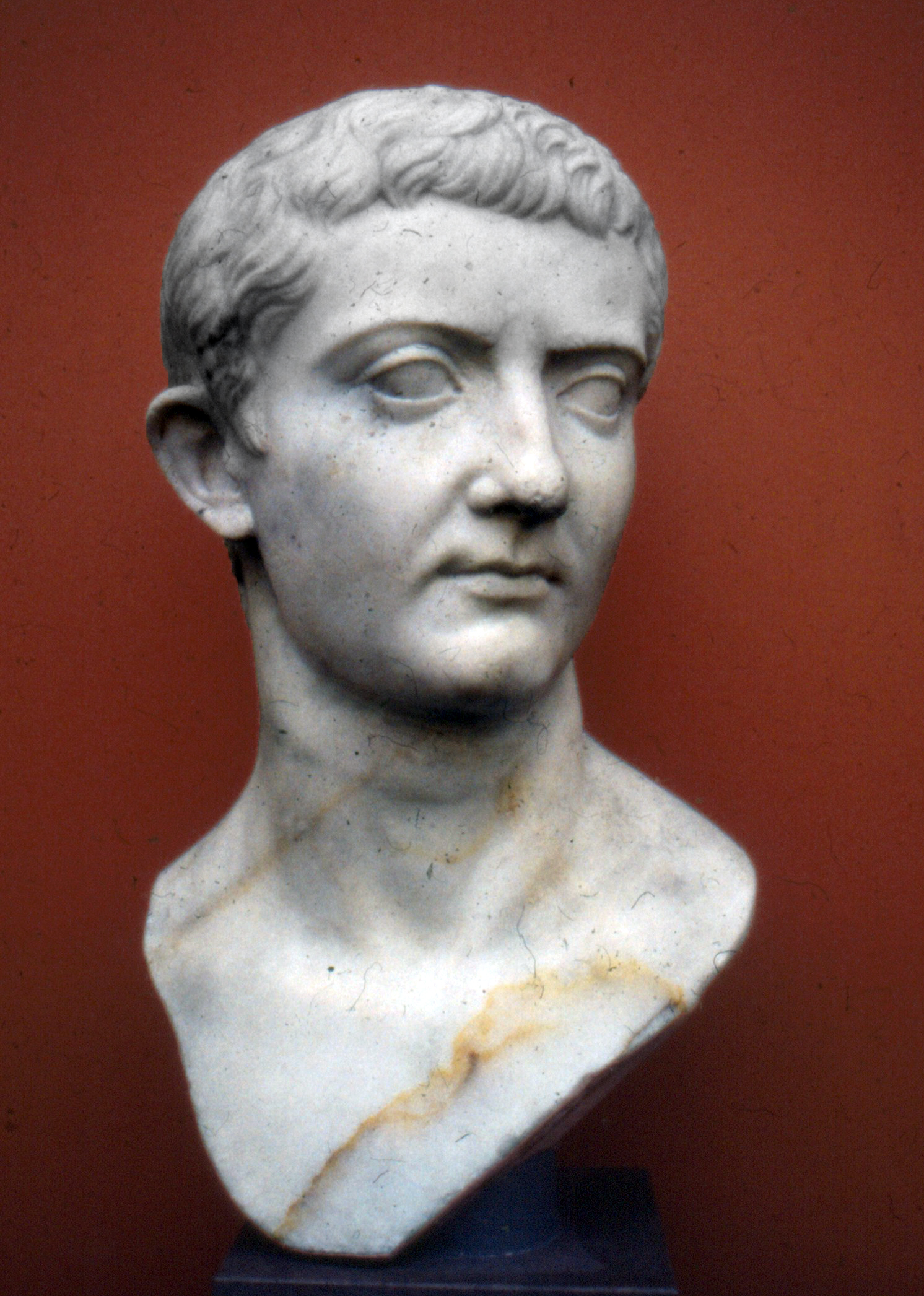
Busto giovanile di Tiberio.

Tiberio a Capri prediligeva i ragazzini appena puberi raccolti tra i figli della comunità locale e li chiamava i suoi "pesciolini", spiandoli mentre nuotavano nudi in piscina o intrattenevano rapporti sessuali tra di loro; è sempre Svetonio a dirci, forse volutamente esagerando (tanto da fargli commentare: "si rese colpevole anche di azioni ancora più turpi e infamanti, che a mala pena si possono riferire e ascoltare, o addirittura credere"), che l'anziano imperatore avesse addestrato dei fanciulli in tenerissima età per andare in seguito a vivere con lui nella residenza di Villa Jovis, li invitava poi a scherzare tra le sue gambe mentre nuotava e a risvegliare i suoi sensi con baci e morsi. Nelle ville capresi infine, le orge sarebbero state all'ordine del giorno e si sarebbero svolte davanti a una collezione di dipinti erotici di arte greca da prendere a modello..
Caligola era bisessuale e incestuoso; Nerone sottopose a castrazione il suo schiavo adolescente Sporo per poi incoronarlo come propria sposa reale, ma sposò anche un uomo di nome Pitagora.
Anche i successivi imperatori pare non fossero immuni dall'amore tutto maschile: Servio Sulpicio Galba, che amava gli uomini grandi e grossi; Vitellio, soprannominato spintria ("marchetta") per esser stato tra i favoriti di Tiberio quando si trovava alla sua corte a Capri durante gli anni giovanili; Domiziano, accusato dagli avversari di essersi prostituito per far carriera al pretore Clodio Pollione e poi per interesse al predecessore Marco Cocceio Nerva, fu accusato anche di mollezza e di essere un dissoluto. Ebbe varie relazioni con uomini, come del resto anche il fratello Tito: il grande amore provato nei confronti dell'eunuco Flavio Earino, suo schiavo affrancato, fu celebrato sia da Stazio sia da Marco Valerio Marziale.
Traiano era noto per la sua predilezione nei confronti dei bei ragazzi; Publio Elio Traiano Adriano fece diventare il suo giovane amante Antinoo dopo la morte niente meno che un dio, innalzandolo in apoteosi; Eliogabalo a 18 anni promise metà dell'impero a chi fosse riuscito a dotarlo di genitali femminili per poter così diventare una donna a tutti gli effetti, scandalizzando l'intera Roma che lo vide sposarsi con un auriga, un certo Ierocle di Smirne.

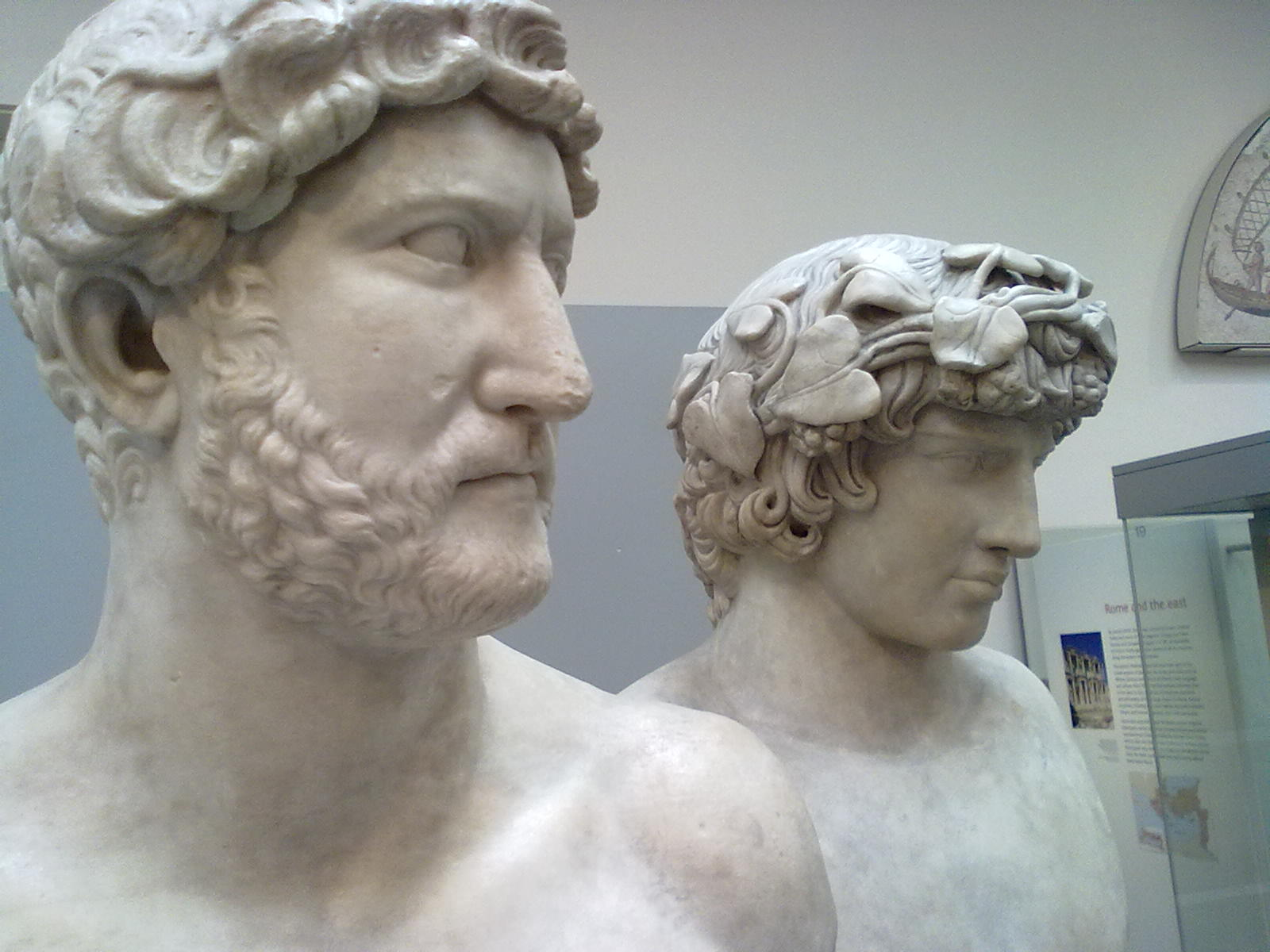
I busti di Adriano e Antinoo al British Museum.

### Adriano e Antinoo
Il caso riguardante la relazione d'amore tra Adriano e Antinoo è particolarmente significativo; l'imperatore ebbe per anni come suo amasio preferito questo giovinetto di origini greche (che molto probabilmente non era uno schiavo) proveniente dalla Bitinia..
Dopo la sua morte, avvenuta in circostanze rimaste in parte oscure, Adriano innalzò in apoteosi l'amato Antinoo e fondò un culto organizzato dedicato alla sua persona che si diffuse presto a macchia d'olio in tutto l'Impero; poi, sempre per commemorare il proprio diletto, fondò la città di Antinopoli, fatta sorgere vicino al luogo dove il ragazzo aveva trovato la sua prematura fine terrena e che divenne un centro di culto per l'adorazione del "dio Antinoo" in forma di Osiride.
Infine Adriano, per commemorare il ragazzo, organizzò dei giochi che si tenevano in contemporanea ad Antinopoli e ad Atene, con Antinoo divenuto simbolo dei sogni panellenici dell'imperatore.

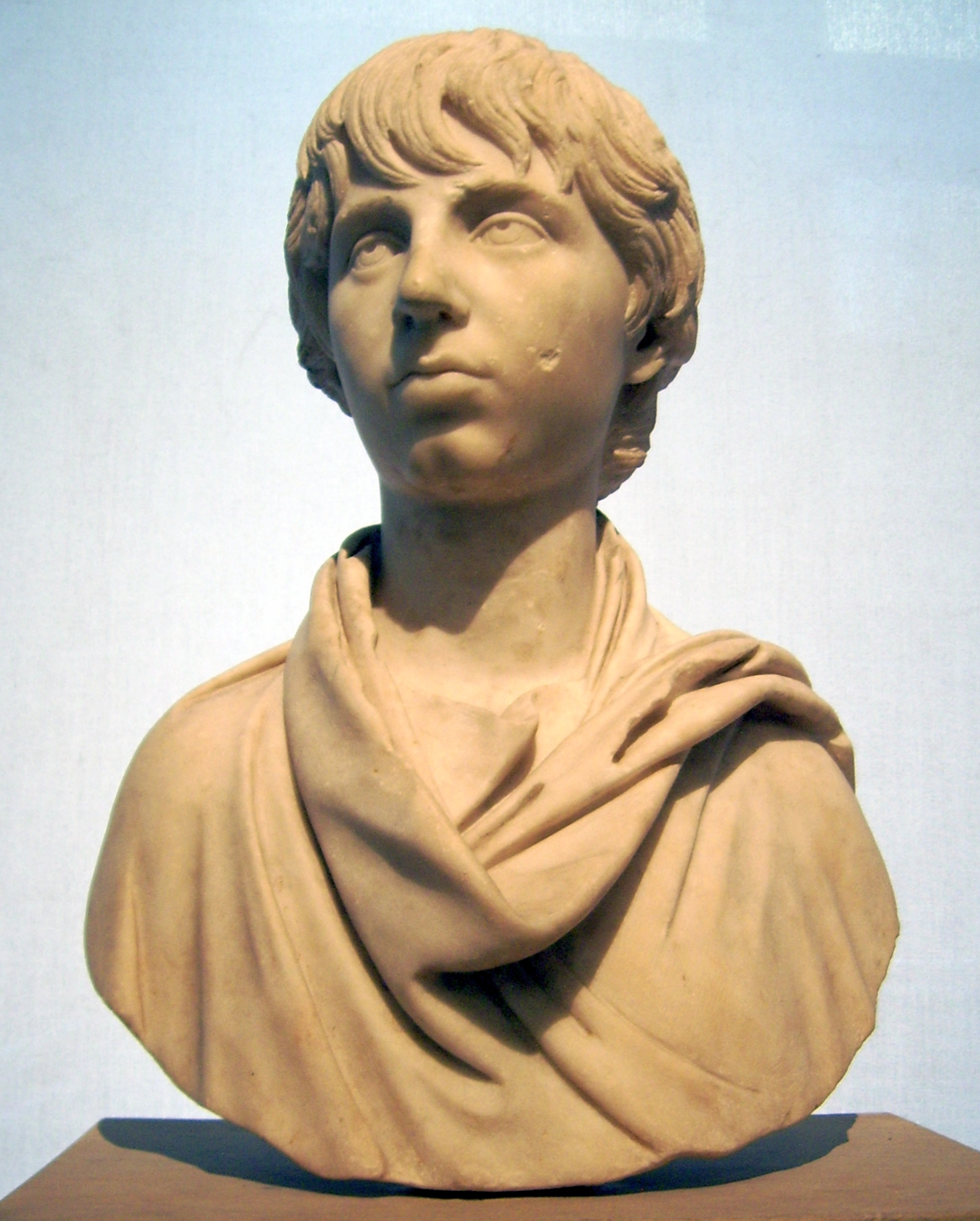
Busto di Polideuce, allievo e amante di Erode Attico; quando egli morì in giovane età nel 173/174 divenne un autentico oggetto di culto da parte di Erode.

### Erode Attico e Polideuce
Il filosofo di origini greche ed esponente della seconda sofistica Erode Attico (Lucius Vibullius Hipparchus Tiberius Claudius Herodes Atticus), è stato un retore e politico al servizio dell'impero; amico personale di Adriano, tra i suoi allievi vi fu anche il giovane erede al trono Marco Aurelio. Erode era noto, oltre che per la ricchezza e munificenza (fece costruire tra gli altri anche l'Odeo di Erode Attico) nella sua qualità di filantropo e mecenate di opere pubbliche, anche per i numerosi rapporti amorosi con i propri discepoli, in riferimento alla tradizione della pederastia greca.
Il suo affetto nei confronti del figlio adottivo Polideuce (Polydeukes/Polydeukion, da "Polluce") ha creato uno scandalo, non per il rapporto omosessuale intercorrente tra i due o per la giovane età del ragazzo, ma per l'intensità della passione dimostrata, considerata smodata e del tutto sconveniente.
Quando l'adolescente morì prematuramente Erode - come già precedentemente l'imperatore Adriano aveva fatto con Antinoo - incominciò un plateale culto della personalità del defunto e proclamandolo "eroe", facendo costruire tutta una serie di statue e monumenti in suo onore. L'anziano visse in un parossismo di disperazione pubblica alla morte del suo eromenos, arrivando a commissionare giochi sontuosi, iscrizioni e sculture su ampia scala.

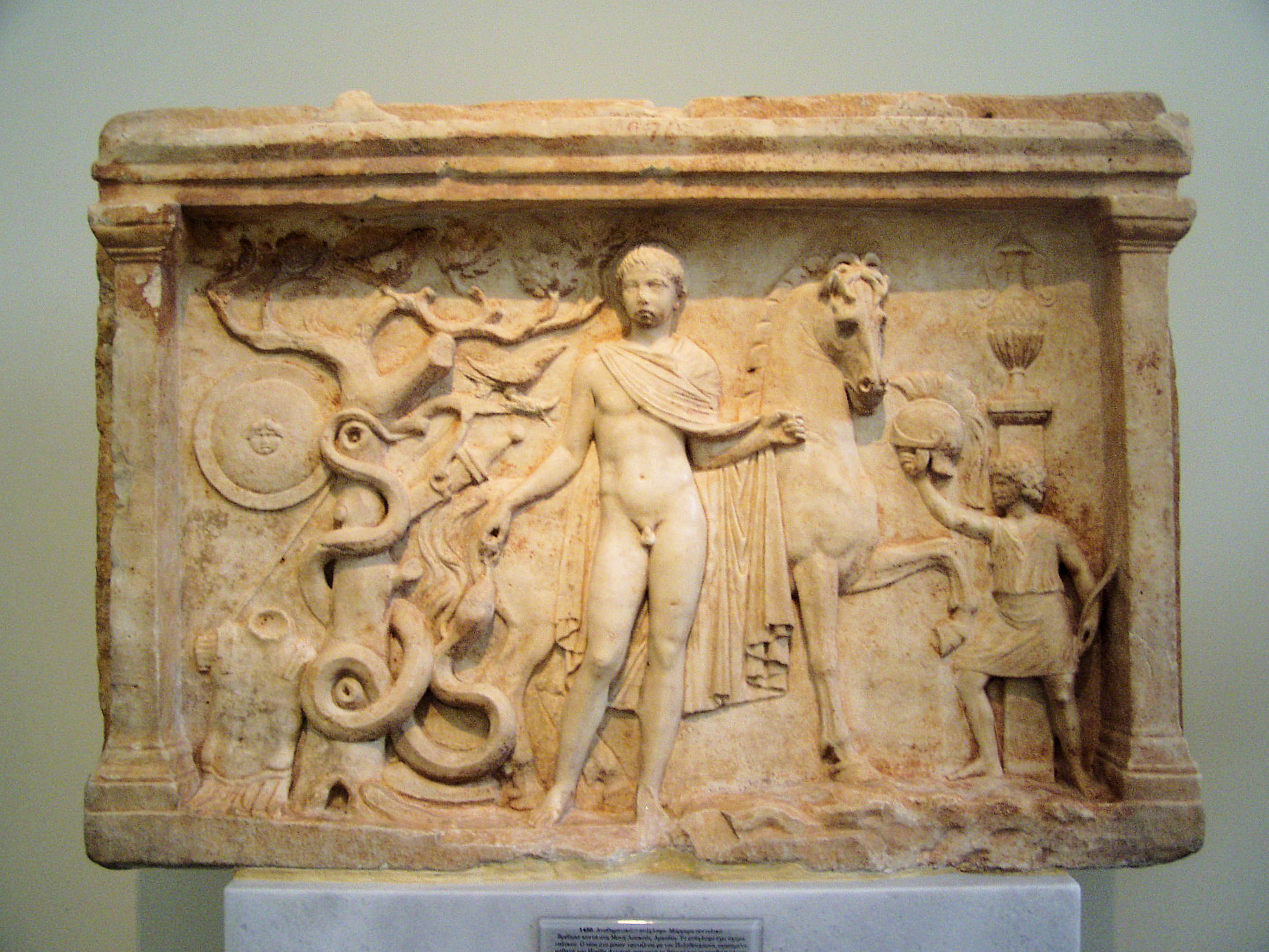
Rilievo votivo in marmo pentelico del II secolo raffigurante l'apoteosi di Polideuce, il ragazzo amato da Erode Attico. Qui è mostrato con attributi eroici: il serpente e la sua nudità.

Lo scrittore Luciano di Samosata racconta, nella sua biografia del filosofo esponente del cinismo Demonatte che questi affermò di avere in suo possesso una lettera proveniente dal defunto giovinetto; quando Erode chiese di essere informato su che cosa vi fosse scritto, Demonatte gli disse che il ragazzo dichiarava di essere triste perché il suo amante non era ancora giunto a fargli visita (nell'aldilà).
Demonatte vuol qui criticare come eccessiva e indegna di un filosofo l'espressione dei sentimenti di dolore di Erode: soltanto l'enorme ricchezza e l'enorme potere di Erode gli permisero di esprimerlo in modo pubblico, anziché celarlo nel silenzio.

## Arte erotica e oggetti di uso quotidiano
Le rappresentazioni della sessualità omosessuale maschile e lesbica sono meno rappresentate nell'arte erotica dell'antica Roma rispetto a quelle che mostrano atti sessuali tra maschio e femmina. Un fregio di Pompei antica presente alle Terme Suburbane mostra una serie di sedici scene di posizioni sessuali, in cui ve n'è una omosessuale e un'altra lesbica, oltre ad abbinamenti omosessuali in rappresentazioni di sesso di gruppo.

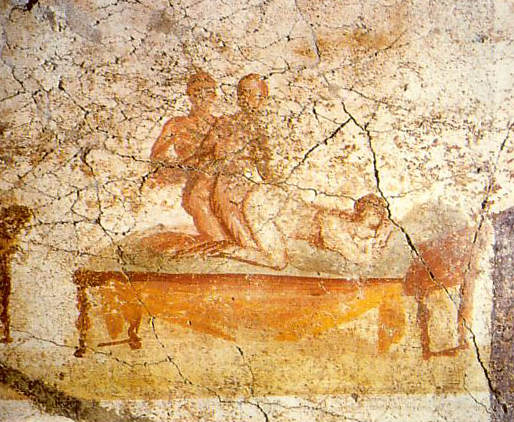
Due uomini e una donna che si accoppiano. Pittura parietale pompeiana, da una delle Therms (bagni), parete sud degli spogliatoi - dipinta intorno al 79 a.C.

Il sesso a tre (o threesome) nell'arte romana mostra solitamente due uomini che penetrano una donna, ma in una delle tante scene presenti nei muri delle "Terme suburbane" si vede un uomo penetrare una donna in posizione da dietro mentre a sua volta viene penetrato da un altro uomo posto dietro di lui: questo scenario viene descritto anche da Catullo nel Carmen 56 ritenendolo un fatto umoristico. L'uomo in mezzo potrebbe essere un cinaedus-cinedo, un uomo cioè a cui piace subire il sesso anale ma che al contempo è anche considerato attraente dalle donne. Anche l'attività sessuale a quattro (foursome o "quartetto") appare, in genere composta da due donne e due uomini e a volte in coppie composte da persone dello stesso sesso.
Gli atteggiamenti romani verso la nudità maschile (vedi storia della nudità) differiscono anche in maniera notevole se confrontati con quelli assunti dagli antichi Greci, che hanno sempre considerato le rappresentazioni idealizzate del nudo maschile come espressione di eccellenza, ad esempio attraverso il nudo eroico. L'uso della toga virile designa un uomo romano come libero cittadino; connotazioni negative della nudità includono anche la sconfitta in guerra, dal momento che i prigionieri venivano spogliati, e la schiavitù, poiché gli schiavi messi in vendita in piazza erano spesso esposti nudi.

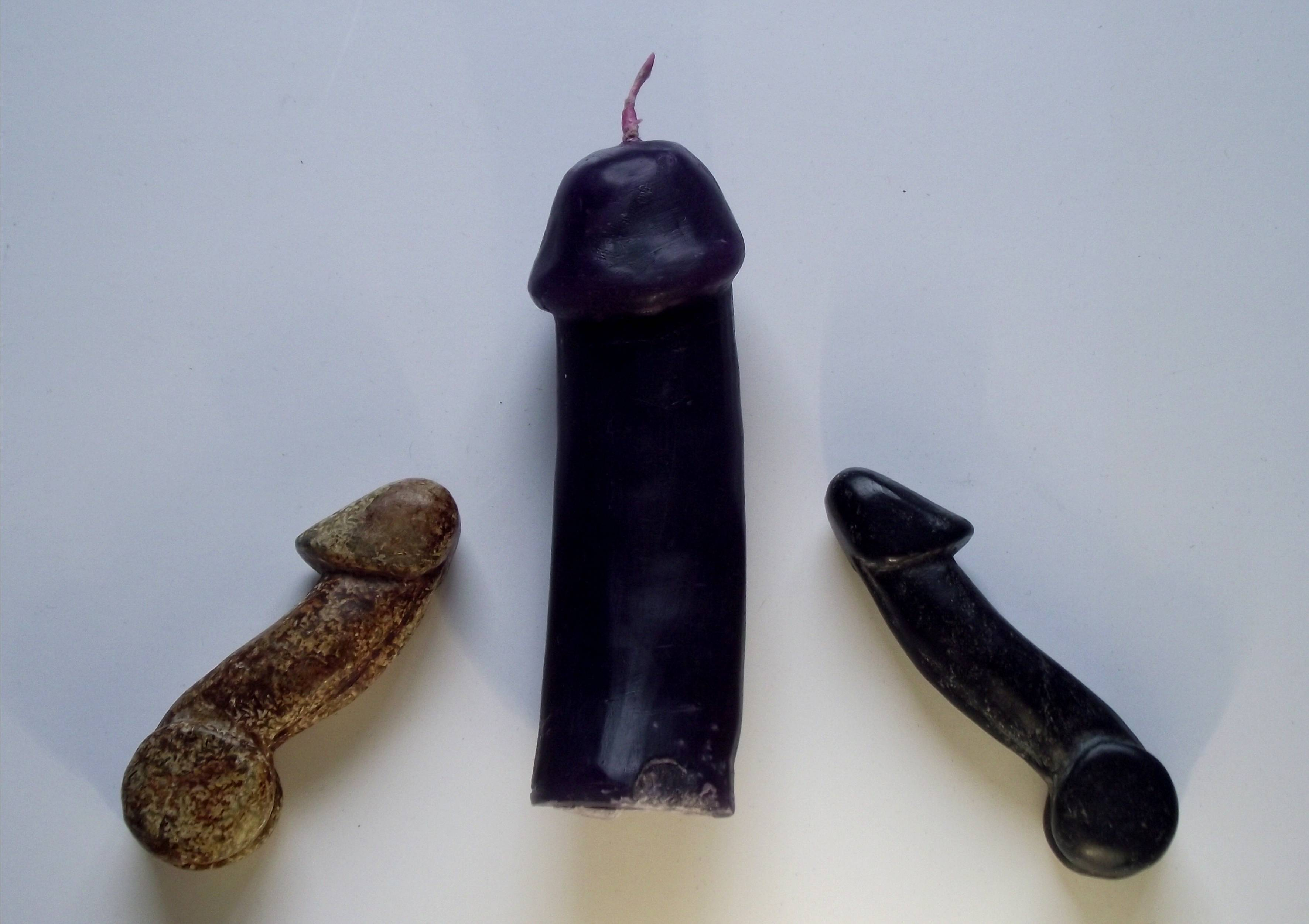
Amuleti fallici della fertilità e della buona fortuna.

Al tempo stesso il Phallus-fallo è stato visualizzato ubiquitariamente in forma di fascinus, ossia un "fascino magico" pensato per allontanare le forze maligne (come i moderni cornetti portafortuna), ed è divenuto col tempo una decorazione facente parte delle consuetudini e che si ritrova ampiamente tra le rovine pompeiane, in particolare sotto forma di speciali campanelli eolici detti Tintinnabulum.
Il fallo eretto e smisurato del dio Priapo potrebbe originariamente essere servito per uno scopo apotropaico, ma in arte il suo aspetto grottesco ed esagerato provoca spesso una grande risata.
L'ellenizzazione tuttavia ha influenzato la rappresentazione della nudità maschile all'interno dell'arte romana, portando a una più complessa significazione della forma del corpo umano maschile mostrato nudo, parzialmente nudo o indossando la lorica musculata.

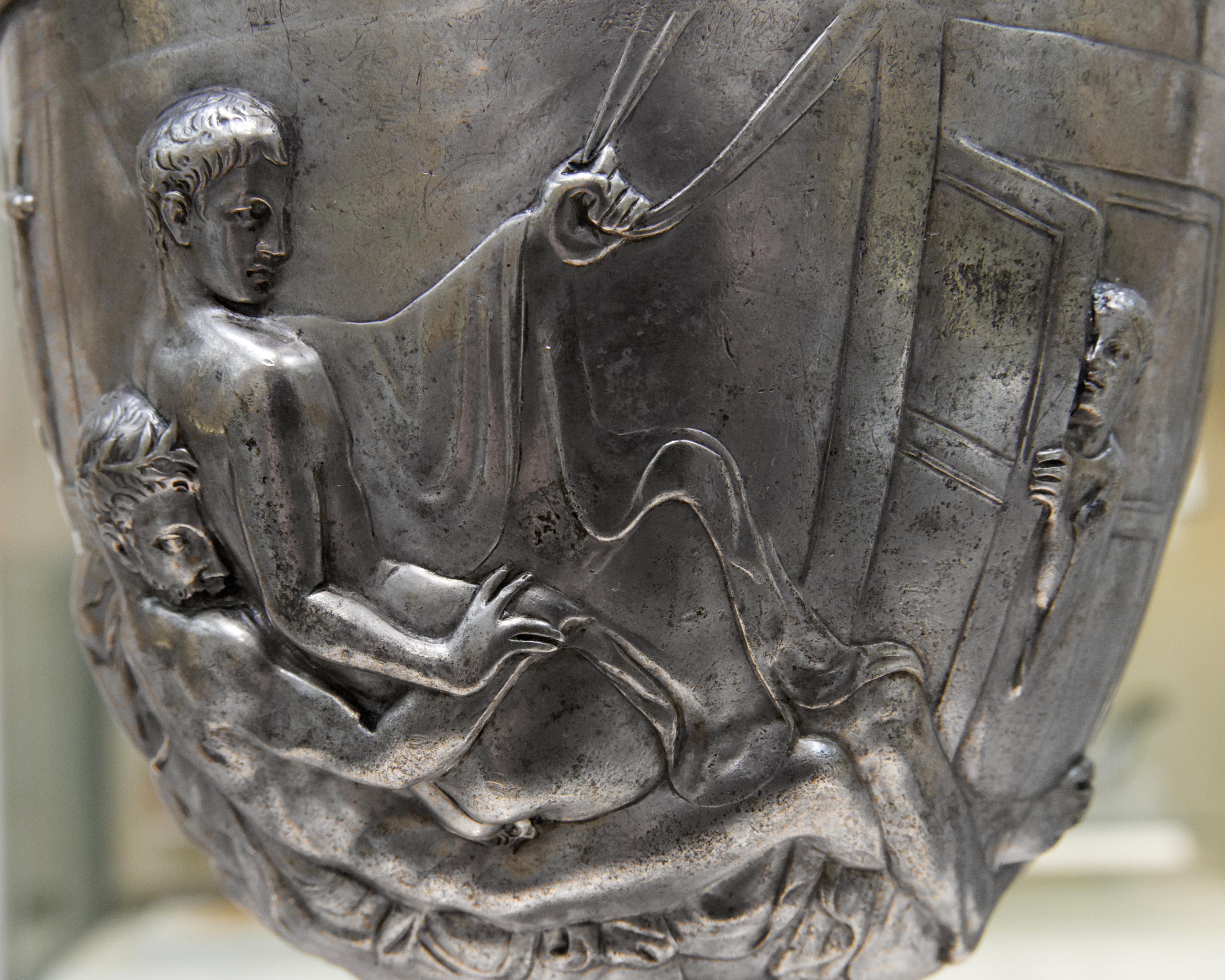
La coppa Warren, skyphos romano d'argento che rappresenta una scena erotica omosessuale.

### Warren Cup
La Coppa Warren è una coppa d'argento raffigurante due scene di atti omosessuali in ambiente di simposio (pratica socio-rituale della convivialità collegata al banchetto), di solito datata al tempo della dinastia giulio-claudia (I secolo d.C.). Si è sostenuto che i due lati di questo calice rappresentino la dualità nella tradizione presente nel mondo classico dell'istituzione della pederastia greca in contrasto con la forma esistente all'interno della cultura romana.
Sulla parte della coppa che rappresenta l'ideale greco vediamo un uomo maturo con la barba mentre si unisce in posizione da dietro a un giovane maschio già sviluppato e muscoloso il quale gli sta seduto sopra. L'adolescente si tiene in equilibrio rimanendo attaccato con la mano sinistra a un sostegno, così da mantenere una posizione sessuale altrimenti imbarazzante o scomoda. Uno schiavo bambino osserva la scena di nascosto attraverso una porta socchiusa.

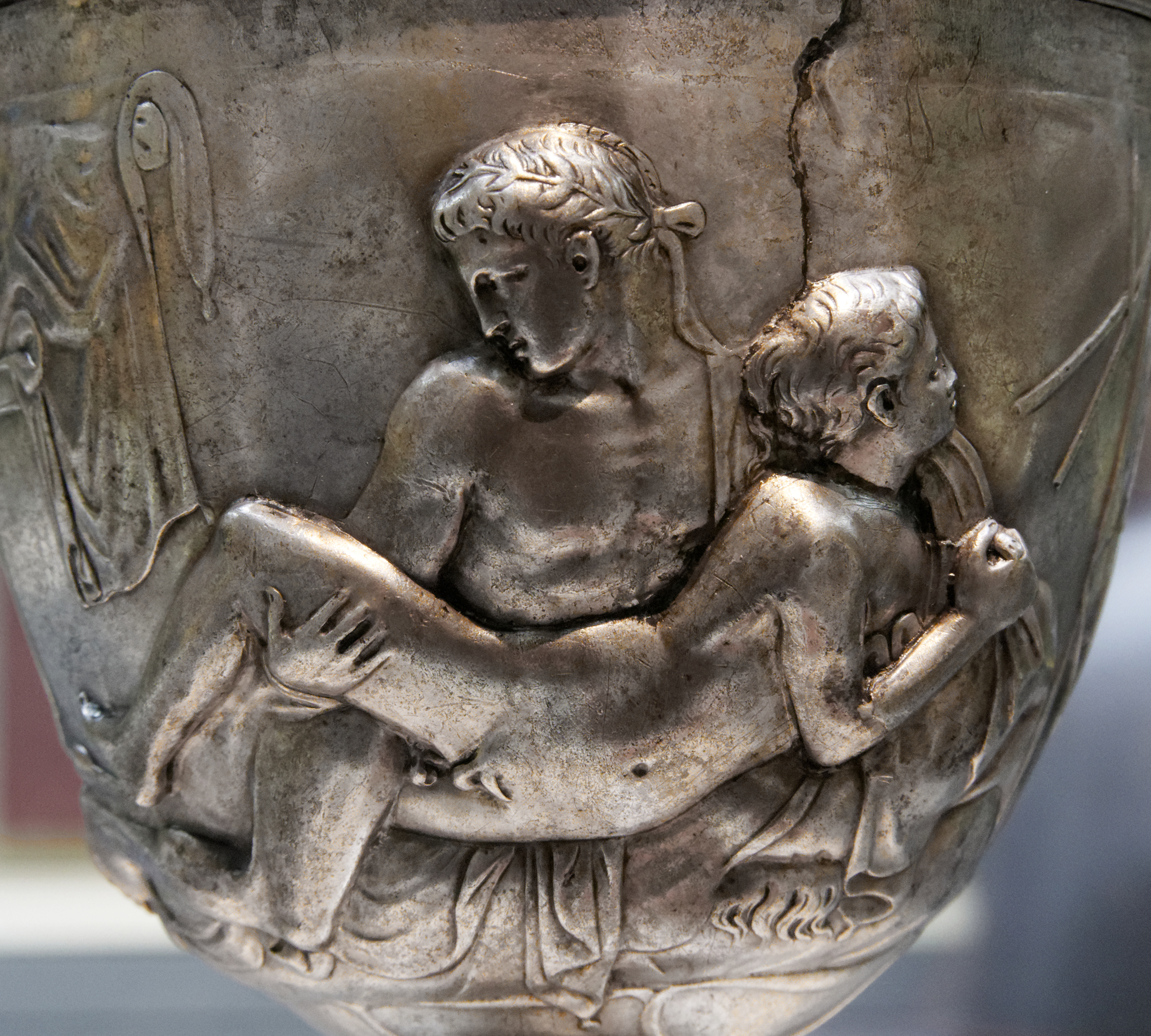
L'uomo con la corona del "conquistatore erotico" e il suo puer delicatus. Lato B della Warren Cup

Il lato romano della coppa invece mostra un puer delicatus, all'incirca di 12 o 13 anni, mentre viene tenuto saldamente stretto tra le braccia di un maschio più anziano, ben rasato e in perfetta forma fisica. Mentre il primo uomo con la barba può essere greco, con un partner che partecipa più liberamente all'incontro e con uno sguardo di piacere, la sua controparte, che ha un taglio di capelli più grave, sembra a tutti gli effetti essere romano e quindi utilizza uno schiavo; la corona di mirto che indossa simboleggia inoltre il suo ruolo di conquistatore erotico.
La coppa potrebbe essere stato concepita come un ritratto atto a stimolare la conversazione su quel tipo di ideali di amore e di sesso, che avevano luogo durante i banchetti simposiali tradizionali greci. L'antichità della Coppa Warren è stata però contestata e potrebbe invece rappresentare la percezione dell'omosessualità greco-romana com'era al momento della sua ipotetica fabbricazione, forse a cavallo tra il XIX e il XX secolo.

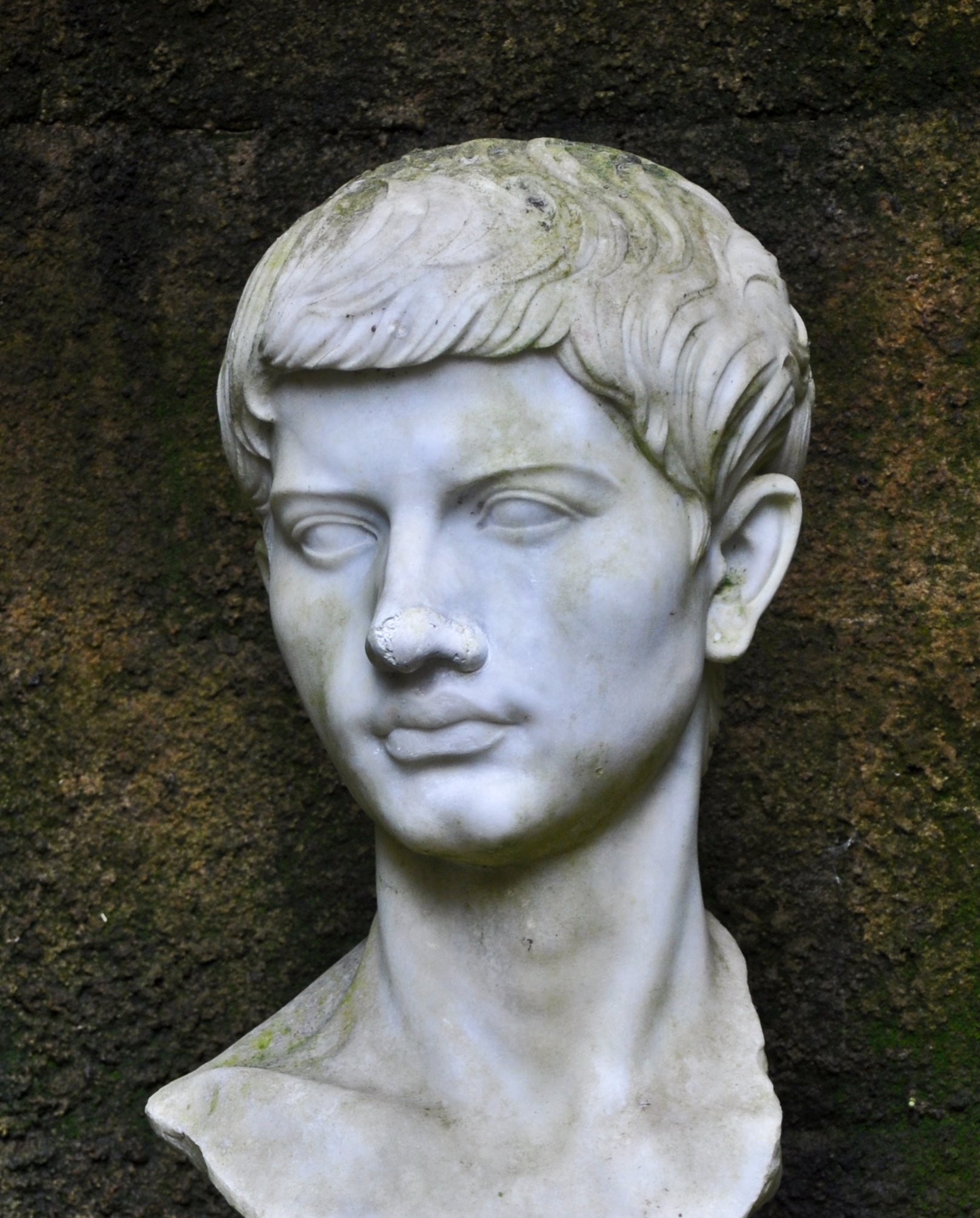
Busto di Publio Virgilio Marone.

## Letteratura omoerotica
Numerose testimonianze riguardanti la presenza dell'omosessualità e dell'omoerotismo in generale ci vengono da poeti e scrittori dell'epoca. Il tema omoerotico viene introdotto in letteratura latina a partire dal II secolo a.C. con la crescente ellenizzazione e una sempre maggior influenza Greca sulla cultura romana.
Il console nonché letterato Quinto Lutazio Catulo faceva parte di un circolo letterario frequentato da poeti che componevano brevi strofe richiamantesi alla moda della poesia ellenistica; uno dei suoi pochi frammenti superstiti è costituito da una poesia d'amore rivolta a un maschio con un nome greco. L'innalzamento della letteratura greca, ma anche dell'arte greca in generale a modello espressivo in ambito poetico ha promosso tra le altre cose anche la celebrazione dell'omoerotismo come uno dei segni distintivi delle personalità urbanizzate e maggiormente sofisticate. Nonostante ciò non vi sono prove o ipotesi generali su come questo abbia potuto avere un qualsiasi effetto sull'espressione del comportamento sessuale nella vita quotidiana reale tra i romani.
L'amore greco ha influenzato esteticamente i latini in relazione ai mezzi di espressione, molto meno nei riguardi della natura dell'omosessualità romana in quanto tale. L'omosessualità nell'antica Grecia differiva da quella Romana principalmente nell'idealizzare dell'eros tra i cittadini maschi nati liberi di pari status, anche se di solito con una differenza di età (vedi pederastia greca) inserita nell'istituto erastes-eromenos. L'esistenza di un rapporto erotico-sentimentale tra un ragazzo e un adulto al di fuori della famiglia, visto come un'influenza positiva tra i Greci, nella società romana avrebbe minacciato l'autorità del paterfamilias.
Poiché le donne romane erano attive nell'educazione dei figli e si mescolarono con gli uomini socialmente, e le donne delle classi dirigenti spesso continuavano a consigliare e influenzare i loro figli e mariti anche nella vita politica, l'omosocialità non era così diffusa a Roma così come lo era stata ad esempio nell'antica Atene la quale ha indubbiamente contribuito a produrre il più avanzato livello di cultura pederastica, quella della pederastia ateniese.
La poesia neoterica dei Poetae novi introdotta alla fine del II secolo si è concretizzata negli anni attorno al 50 a.C. preminentemente con l'opera poetica di Caio Valerio Catullo (i Liber o Carmina) la quale include diverse poesie che esprimono il suo forte desiderio nei riguardi di un giovane nato libero chiamato esplicitamente "Giovenzio" (Juventius); il poeta, oltre ad amare l'amica Lesbia non era quindi meno ambiziosamente desideroso dei baci del suo bel ragazzo quattordicenne, che esalta in vari versi di volta in volta amorosi o ironici, definendolo effeminato e passivo..
Il nome latino e lo status di cittadino libero del ragazzo amato da Catullo sovverte totalmente la tradizione romana, ma contemporaneamente a lui anche Tito Lucrezio Caro nel suo De rerum natura riconosce esplicitamente la propria attrazione nei confronti dei "ragazzi"-pueri, il che può designare invero un partner sottomesso accettabile e non necessariamente ragazzino appena adolescente; vi si può leggere inoltre che il piacere sublime consiste nel trasferire il proprio seme in un'altra persona, preferibilmente in un ragazzo piuttosto che in una donna
e in quel corpo spandere l'umore tratto dal corpo.»

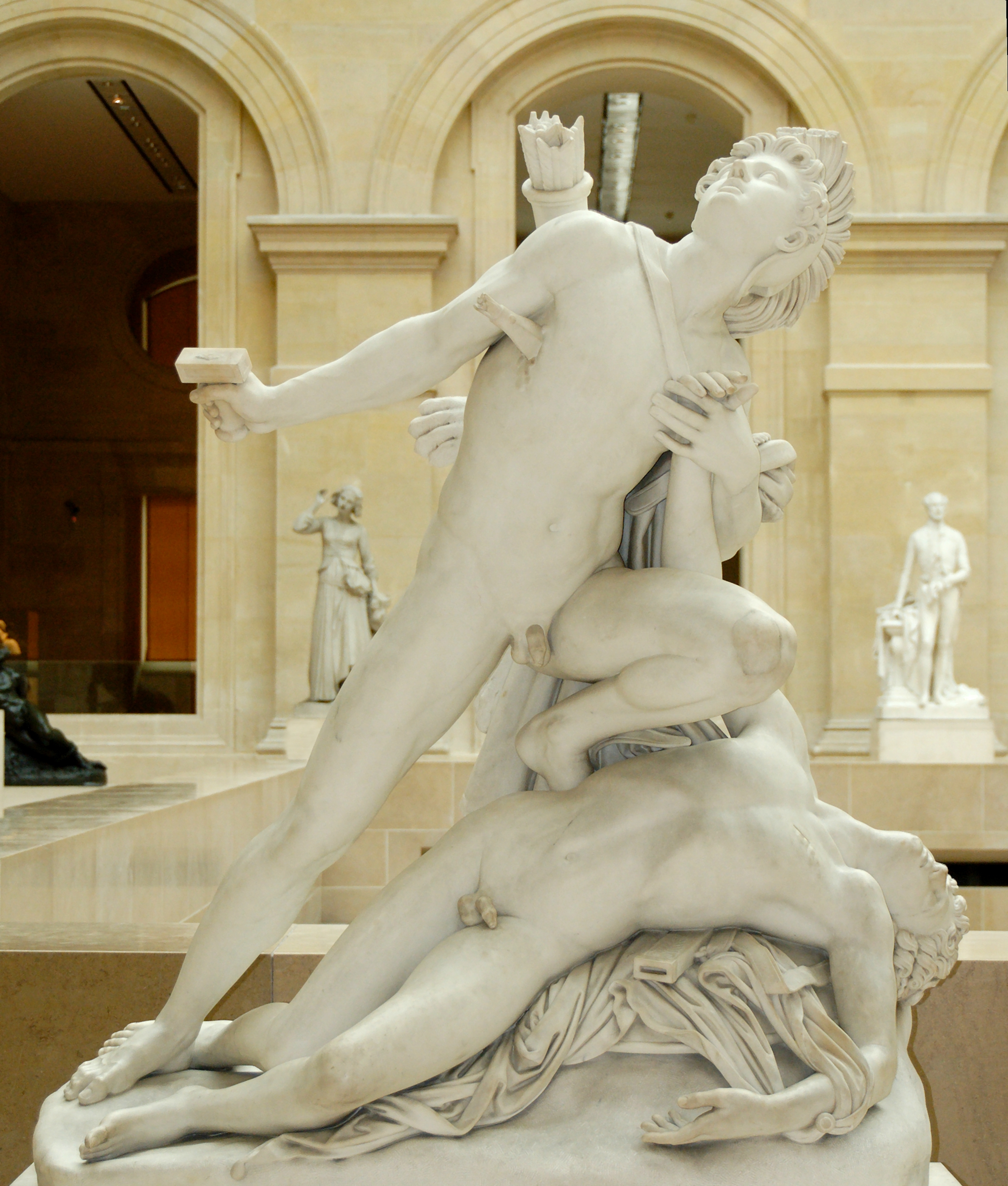
Eurialo e Niso, 1827, Louvre.

A testimoniare il fatto che il fenomeno omosessuale stava divenendo sempre più un rapporto di desiderio e amore, interviene anche Publio Virgilio Marone, il quale racconta nell'Eneide le storie di due coppie di guerrieri, gli appartenenti al popolo dei troiani Eurialo e Niso e i latini Cidone e Clizio, che nel reciproco amore trovano la forza per combattere da autentici eroi (soltanto Cidone scamperà alla morte); coppie di giovani uniti da un tenero legame omoerotico. Qui il poeta si avvale della tradizione dell'omosessualità militare nell'antica Grecia, ritraendo apertamente il rapporto amoroso esistente tra questi giovani il cui valore militare li segna solidamente come autentici uomini romani (viri).
Di Clizio, Virgilio ci dice che è ancora un giovinetto, solo una leggera barba bionda incornicia il suo bellissimo volto; su Cidone invece il poeta non dà una descrizione fisica: scrive invece che prima di Clizio ha amato altri adolescenti, sicché è da ritenere che rispetto al compagno egli abbia un'età leggermente superiore (Eneide, libro X, vv.324-330).
Il particolare rapporto che lega Eurialo e Niso è definito dall'autore "amore", ciò che nel contesto dell'epoca va inteso come serena manifestazione di continuità tra l'amicizia fraterna e l'affettuosità omoerotica.  Virgilio descrive il loro legame come "pius", collegandolo alla virtù suprema della "pietas", in egual modo posseduto dallo stesso eroe Enea; una relazione avallata come "onorevole, dignitosa e collegata ai valori della centralità di Roma".
Ancora nelle Bucoliche il poeta latino canta e descrive numerosi amori omosessuali e riconducibili alla pederastia greca, come la vicenda riguardante il giovane schiavo Alessi che viene concupito sia dal suo padrone Iolla sia dal bel pastore Coridone (Ecloga II), o quella di un altro pastore di nome Menalca il quale elogia la bellezza di Aminta (Ecloga III).

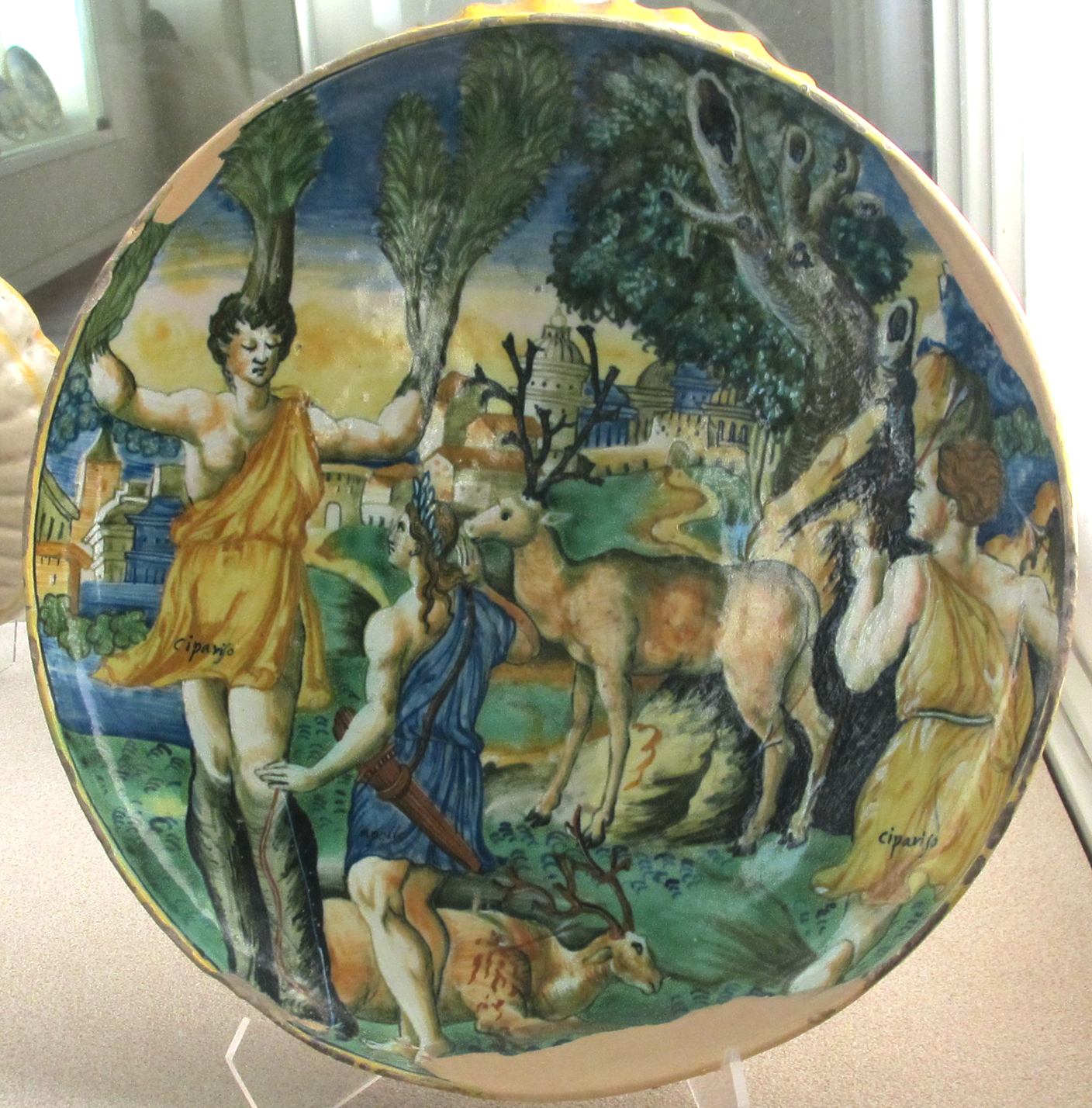
Il mito di Ciparisso e Apollo, tratto dal racconto di Ovidio descritto nelle Metamorfosi (Ovidio).

Temi omoerotici appaiono anche nelle opere di altri poeti del periodo augusteo (vedi Storia della letteratura latina (31 a.C. - 14 d.C.)): Albio Tibullo, Sesto Properzio e Quinto Orazio Flacco fra tutti. A schierarsi invece decisamente a favore dell'amore femminile sarà Publio Ovidio Nasone: avere una relazione sessuale con una donna è più piacevole perché, a differenza delle forme di comportamento omosessuale ammesse all'interno della cultura romana, qui il piacere è reciproco. Non mancano comunque anche in questo autore descrizioni di amori omosessuali, tutti appartenenti alla tradizione della mitologia greca: Ati e Licabas, il dio Apollo con Giacinto e Ciparisso. Thomas Habinek ha fatto infine notare che il significato di rottura presentato da Ovidio nella categorizzazione delle preferenze sessuali è stata oscurata nella storia della sessualità umana dal concetto di eterosessualità (considerata normale e innata) sopravvenuto nella più tarda cultura occidentale.
Nella letteratura del primo periodo dell'impero romano un posto privilegiato spetta al Satyricon di Petronio Arbitro; la narrazione è talmente permeata da riferimenti al comportamento omosessuale che nei circoli letterari europei del XVIII secolo il nome dell'opera finì col divenirne un sinonimo.
Anche il poeta e autore di epigrammi Marco Valerio Marziale spesso deride le donne come uniche partner sessuali preferendo di gran lunga i bei ragazzi-pueri.

### Atti sessuali
Oltre al sesso anale, che viene frequentemente descritto sia nell'arte figurativa sia in quella letteraria, era comune anche il sesso orale. Uno dei graffiti di Pompei è in questo caso inequivocabile: "Secundus felator rarus" ("Secundus è un fellatore di rara abilità").
A differenza che nell'antica Grecia, il pene di grandi dimensioni era un importante elemento d'attrattiva; Petronio ne descrive uno veduto in un bagno pubblico. Molti imperatori vengono raffigurati circondati da uomini con grandi sessi.
Il poeta Ausonio fa una battuta su un trio sessuale maschile in cui "quello che sta nel mezzo compie il doppio dovere".

## Impudicitia
Il sostantivo astratto impudicitia (aggettivo impudicus) raffigura la negazione assoluta della pudicitia (morale sessuale, castità); come caratteristica dei maschi spesso implica la volontà e il desiderio di essere penetrati sessualmente. Ballare era espressione, per un maschio, di impudicitia (la danza era difatti caratteristica della prostituta e dell'effeminato).
L'impudicitia può anche essere associata a comportamenti in quegli uomini giovani che avevano conservato un certo grado di fascino da ragazzini, ma che erano comunque abbastanza grandi da esser tenuti a comportarsi secondo le ferree regole maschili e a sottostare alle sue normative. Giulio Cesare fu accusato di portare l'infamia su di sé perché quando aveva circa 19 anni assunse per un certo periodo di tempo il ruolo passivo in una relazione pederastica con Nicomede IV re di Bitinia e in seguito anche per i molti "affari sessuali" avuti con donne adultere. Lucio Anneo Seneca il giovane (il tutore di Nerone) ha osservato che "l'impudicitia è un crimine per colui che è nato libero, una necessità in uno schiavo, un dovere per il liberto".
Come già detto la pratica omosessuale a Roma affermò il potere del cittadino sopra gli schiavi, confermandone al di sopra di ogni dubbio la propria mascolinità

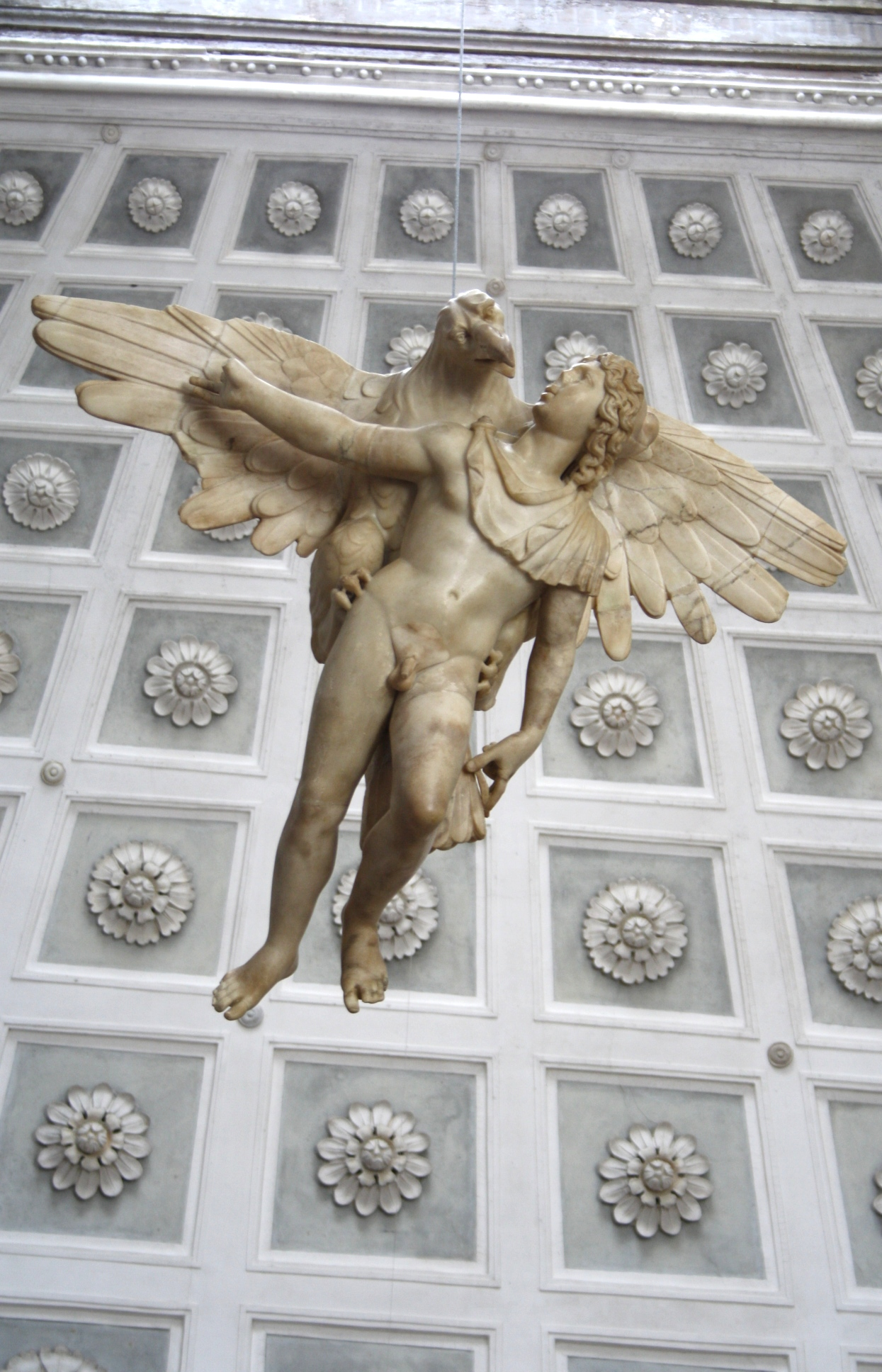
Ganimede rapito dall'aquila di Giove. Scultura romana copia di un originale greco, esposta nel Palazzo Grimani a Venezia. Il termine catamite, indicante per lo più un giovane prostituto, è una derivazione latina del nome "Ganimede".

## Ruoli sessuali
Un uomo o un ragazzo che assumeva il ruolo passivo all'interno della relazione omosessuale poteva venir denominato in vari modi, tra cui i più comuni e frequenti erano cinaedus, pathicus, exoletus, concubinus (prostituto), spintria (marchetta), puer (ragazzo), pullus (pulcino), puso, delicatus (specialmente come puer delicatus-ragazzino squisito), mollis (molle, utilizzata in genere come qualità estetica in contrapposizione alla naturale aggressività maschile), tener (tenero, in opposizione alla durezza mascolina), debilis (debole), effeminatus (effeminato), discintus (discinto, volgare come una prostituta) e morbosus (malato).
Come si può notare, il significato del termine moderno gay (come anche di omosessuale) non è contemplato in quest'elenco, in quanto nel pensiero antico non v'era alcun'idea di identità sessuale: la persona era invece definita solo dal ruolo svolto all'interno dell'atto sessuale (attivo=maschio; passivo=femmina).
Alcuni di questi termini, come exoletus, vengono a riferirsi specificamente a un adulto: gli antichi romani, fra cui vigeva il valore sociale contrassegnato come mascolinità, limitavano genericamente la penetrazione anale ai prostituti maschi o agli schiavi di età inferiore a 20 anni (chiamati ragazzi).

Alcuni uomini più anziani potevano a volte preferire il ruolo passivo; Marco Valerio Marziale descrive ad esempio, nella sua solita maniera molto schietta, il caso di un uomo che aveva assunto il ruolo passivo facendo occupare al suo giovane schiavo quello attivo:
(Epigrammi (Marziale) liber III-LXXI)
 Il desiderio di un maschio adulto di essere penetrato sessualmente veniva considerato un morbus, una malattia; il desiderio di penetrare un bel ragazzo era invece considerato del tutto normale.

### Cinaedus
Cinedo è una parola dispregiativa che denotava un maschio con una identità di genere considerata deviante dalla norma, per la sua scelta di determinati atti sessuali o per la preferenza di certi partner sessuali; tali preferenze erano percepite come una carenza di virilità. Catullo definisce cinedo (cioè un effeminato senza attributi virili) il collega poeta Marco Furio Bibaculo che si trova in compagnia d'un suo amico, nel famoso Carme osceno numero 16, in cui afferma senza tanti giri di parole che "pedicabo ego vos et irrumabo" (io ve lo metto prima nel didietro e poi direttamente in bocca).
Anche se in alcuni contesti il cinedo può denotare l'omosessuale passivo, ed è il termine più frequentemente usato per indicare un maschio che si è lasciato penetrare analmente, un uomo chiamato cinedo poteva bensì, in certi determinati casi, anzi esser considerato molto attraente e desiderabile per le donne (non necessariamente quindi equivale al termine dispregiativo inglese faggot o agli italiani frocio-checca, tranne per il fatto che tutti questi termini vengono usati per deridere e insultare un uomo considerato carente di virilità): con caratteristiche così ambiguamente androgine che le donne possono trovare sessualmente anche molto eccitanti).
L'abbigliamento, l'uso di cosmetici e i manierismi (atteggiamenti, movimenti, modi di parlare) di un cinedo lo contrassegnavano inequivocabilmente come un effeminato: ma la stessa effeminatezza che gli uomini romani potrebbero trovare allettante in un puer, diventa assolutamente poco attraente nel maschio adulto e anziano. I cinaedus rappresentano quindi l'assenza generalizzata fatta persona di quello che i Romani consideravano un vero uomo, e la parola rimane di fatto intraducibile nelle lingue moderne.
In origine un cinaedus (parola derivante dal Greco Kinaidos) era un ballerino professionista generalmente poco più che adolescente, di origini persiane o comunque orientali, la cui performance era caratterizzata da una danza accompagnata dal suono di tamburelli e timpani e da movimenti ancheggianti del sedere che mimavano il rapporto anale.

### Concubinus
Alcuni uomini romani tenevano un concubinus (concubina maschio) in casa fino a quando non si sposavano con una donna: Eva Cantarella ha descritto questa forma di concubinato come "una relazione sessuale stabile, non esclusiva ma privilegiata". All'interno della gerarchia degli schiavi domestici, il concubinus sembra essere stato considerato in possesso di uno status speciale o comunque abbastanza elevato, e che veniva minacciato con l'arrivo di una moglie.
In uno dei suoi inni nuziali (Ephitalamium) Catullo il concubinus dello sposo si ritrova ansioso per il suo futuro e con la paura d'esser abbandonato: i suoi lunghi capelli saranno tagliati e dovrà d'ora in poi ricorrere alle schiave per la sua gratificazione sessuale, il che indica ch'egli prevedeva di dover presto cambiare ruolo sessuale da passivo ad attivo. Al concubino poteva poi anche capitare di intrattenere relazioni sessuali con le donne della casa, diventando magari anche padre di qualche bambino, questo almeno a seguire le invettive di Marziale (Epigrammi 6.39.12-4).
I sentimenti e la situazione del concubino sono trattati nella citata poesia matrimoniale di Catullo e occupano 5 strofe: egli svolge un ruolo attivo durante la cerimonia, distribuendo le noci tradizionali che poi i ragazzi dovevano lanciare in segno di buon augurio (un po' come il riso nella tradizione occidentale moderna).
Il rapporto di un cittadino romano col proprio concubino poteva essere sia discretamente tenuto nell'ombra sia manifestato in modo più aperto: i concubini maschi a volte partecipavano anche alle cene (convivium) indette dal padrone di casa e rappresentar ufficialmente la parte di compagno, un ruolo particolarmente ambito e pregiato. Marziale sembra anche suggerire che il concubino del padrone di casa poteva esser ereditato dal figlio alla morte de padre. Un ufficiale poteva anche essere accompagnato durante le campagne militari dal proprio concubino.
Come il catamite e il puer delicatus (vedi sotto) il ruolo del concubino è stato regolamentato ispirandosi al mito greco di Ganimede (il cui nome in latino diventa Catamitus), il principe adolescente troiano rapito da Zeus affinché lo servisse sull'Olimpo come coppiere.
La concubina femminile, che poteva anche essere una donna libera, manteneva uno status legale tutelato dal diritto romano, ma i concubinus no dal momento che erano tipicamente degli schiavi

### Pathicus
Pathicus era una parola un po' soft per indicare l'uomo che è stato penetrato sessualmente; deriva dall'aggettivo greco phatikos (verbo paskhein) ed equivalente al latino patior-pati-passus (subire, sottomettersi, sopportare e soffrire): il termine passivo deriva proprio dal latino passus.
Pathicus e cinaedus non sono spesso così distinti nell'uso che ne fanno gli scrittori latini, ma cinedo può essere indicativamente il termine più generale per indicare un maschio non conforme al suo ruolo di vir - vero uomo; mentre pathicus denota precisamente un maschio adulto che ha assunto il ruolo passivo da donna all'interno di un rapporto, che desidera essere usato così.
Nella cultura romana sodomizzare un altro maschio adulto esprime quasi sempre disprezzo e desiderio d'umiliazione; il pathicus può essere interpretato allora, ancor più che come omosessuale passivo, come un masochista a cui piace farsi umiliare (da un uomo o da una donna indifferentemente): potrebbe anche esser penetrato da una donna tramite un dildo o essere costretto a eseguire cunnilingus, senza dimostrare alcun desiderio di assumere un ruolo attivo o alcuna eccitazione sessuale.

### Puer
Con la parola puer s'indicava sia un ruolo nell'ambito sessuale sia uno specifico gruppo d'età. Sia puer sia il suo equivalente femminile puella-ragazza possono riferirsi al partner sessuale di un uomo. Il cittadino romano nato libero all'età di 14 anni assumeva la toga virile e questo era il primo rito di passaggio oltre l'infanzia, ma doveva attendere poi fino a 17-18 anni prima di poter cominciare a prender parte attivamente alla vita pubblica. Uno schiavo, che non veniva mai considerato un vir, un uomo vero, sarebbe stato chiamato puer, ragazzo, per tutta la vita.
I pueri venivano utilizzati come alternativa sessuale alle donne, cosa che non si poteva assolutamente fare con gli adolescenti maschi nati liberi: accusare un uomo romano d'essere un puer era un insulto contro la sua virilità, soprattutto in campo politico. Un cinedo anziano, un omosessuale passivo potevano anche voler presentare sé stessi come puer.

#### Puer delicatus
Il puer delicatus era uno "squisito" schiavo giovanissimo, scelto dal padrone per la sua bellezza come giovane amante, citato anche al plurale come deliciae ('dolcetti' o 'delizie')
A differenza dell'eromenos greco, che era protetto dal costume sociale, il romano delicatus rimaneva sempre invece, sia fisicamente sia moralmente, inferiore rispetto all'adulto che ne disponeva. La relazione spesso coercitiva, di sfruttamento e non certo alla pari, tra il padre di famiglia e il delicatus (il quale poteva benissimo anche essere un minore di 12 anni), può essere definita come pedofila a differenza della pederastia greca.
Il ragazzino, appena compiuti 13 anni, veniva a volte castrato nel tentativo di preservare intatti nel tempo i suoi caratteri giovanili: l'imperatore Nerone fece questo nei confronti del suo puer Sporo, che fece evirare per poterlo poi sposare.
Vari pueri delicati sono stati idealizzati nella poesia latina: nelle Elegie erotiche di Tibullo il delicatus di nome Marathus indossa abiti sontuosi e molto costosi. La bellezza che doveva caratterizzare il delicatus è stata misurata mediante le norme e misure apollinee, soprattutto per quanto riguardava i lunghi capelli i quali avrebbero dovuto sempre essere ondulati e profumati.
Il tipo mitologico per eccellenza del delicatus era rappresentato da Ganimede, il principino troiano rapito da Zeus per diventare il proprio compagno divino nonché coppiere alla corte olimpica. Nel Satyricon, il ricco liberto Trimalcione parla del puer delicatus come di un bambino-schiavo al servizio sia del padrone sia della padrona di casa.

### Pullus
Il termine pullus indicava genericamente un piccolo animaletto e in particolare il pulcino: era una parola affettuosa usata tradizionalmente per un ragazzo-puer che era stato amato da qualcuno in senso osceno.
Il lessicografo Sesto Pompeo Festo ne fornisce la definizione illustrandola con un aneddoto comico: Quinto Fabio Massimo Eburno, console nel 166 a.C. e poi censore era molto noto per il suo rigore morale, tanto da guadagnarsi il soprannome (Cognomen) di Eburno che significa avorio (l'equivalente moderno più simile potrebbe essere anche porcellana); questo a causa del suo candido e avvenente aspetto. Si diceva fosse stato colpito tempo addietro da un fulmine proprio sulle natiche (riferimento a una voglia che aveva sul sedere). Si scherzò quindi sul fatto che fosse stato contrassegnato da Zeus signore dei fulmini che s'era accorto della sua bellezza tanto da farne il proprio pullus/pulcino pensando anche al rapporto esistente tra il re degli Dei col giovanissimo coppiere catamite Ganimede.
Anche se l'inviolabilità sessuale dei cittadini maschi minorenni era di solito molto ben sottolineata, quest'aneddoto è una prova che anche i giovani romani di buona famiglia avrebbero potuto passare attraverso una fase in cui potevano esser veduti come "oggetti sessuali" Forse colpito dal destino, questo stesso membro della illustre Gens Fabia ha dovuto concludere la sua vita in esilio come punizione per aver ucciso suo figlio dopo averlo incolpato di impudicitia.
Nel IV secolo il poeta Ausonio registra la parola pullipremo e dice che per primo tale termine è stato utilizzato dal poeta satirico Lucilio.

### Pusio
Etimologicamente relazionato a puer, anche pusio significa ragazzetto; spesso aveva una connotazione spiccatamente sessuale e umiliante. Giovenale indica che il pusio era desiderabile in quanto più compiacente e al contempo meno impegnativo di quanto fosse una donna.

### Scultimidonus

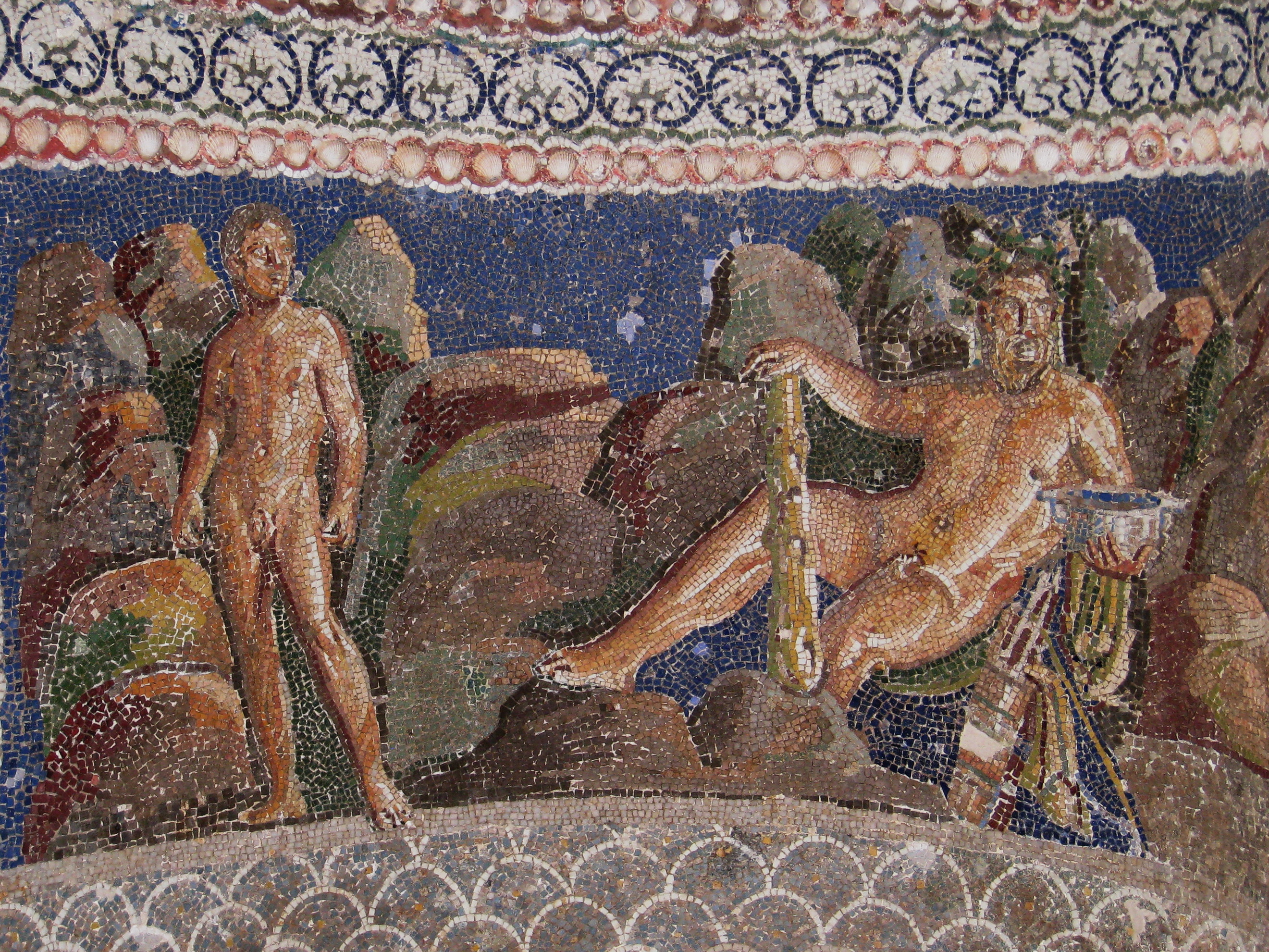
Iolao assieme all'eroe e amante Ercole. Mosaico dalla Fontana del Ninfeo di Anzio, Museo Nazionale Romano a Palazzo Massimo alle Terme, Roma.

Questo è un relativamente raro termine gergale tra i più volgari (equivalente a pezzo di m. o buco di c.) che appare in uno dei frammenti di Lucilio e glossato come: "coloro che elargiscono gratuitamente il proprio orifizio anale-scultima" (cioè la parte corporea più intima di sé, come fosse la parte interna di una prostituta/scortorum intima).

## Sottoculture
Il mondo e la cultura latina hanno avuto una tale ricchezza di parole per indicare gli uomini al di fuori della norma maschile-vir, che alcuni studiosi sostengono l'esistenza di una vera e propria sottocultura di tipo omosessuale a Roma. Plauto menziona una strada che era conosciuta come luogo d'incontro con giovani che praticavano la prostituzione maschile, e anche i bagni pubblici sono indicati come uno dei luoghi più usuali quando si voleva andar in cerca di partner sessuali maschi: Giovenale indica il grattarsi la testa con l'indice come segno di riconoscimento reciproco (nella II delle sue Satire).
Apuleio dice che i cinaedi formavano una vera e propria alleanza sociale allo scopo di realizzar il piacere generale, soprattutto organizzando banchetti e feste: ne Le metamorfosi (o Asino d'oro) descrive un gruppo che ha acquistato e condiviso un concubinus; mentre in un'altra occasione hanno invitato un giovane molto ben dotato (rusticanus iuvenis) alternandosi subito dopo nel sesso orale su di lui.
Altri studiosi, soprattutto quelli che sostengono il punto di vista del costruttivismo socio-culturale, sostengono invece che non vi è mai stato un gruppo sociale identificabile di maschi che si sarebbero auto-identificati come appartenenti a una qualche "comunità omosessuale".

## Matrimonio omosessuale
(Giovenale, Satira II, vv 135-136.)
Anche se, in generale, i romani consideravano il matrimonio come unione eterosessuale al fine di generare figli, durante il periodo imperiale si sono verificati episodi in cui coppie maschili hanno celebrato il rito tradizionale del matrimonio romano in presenza di amici; queste forme di matrimonio tra persone dello stesso sesso sono riportati da fonti che ne deridono gli intenti, mentre non vengono registrati i sentimenti dei partecipanti.
Il primo riferimento nella letteratura latina di un matrimonio avvenuto tra uomini si trova nelle Filippiche di Marco Tullio Cicerone, il quale si trova a insultare Marco Antonio per essere stato in gioventù "la sgualdrina" di Gaio Scribonio Curione e aver "stabilito con lui un matrimonio vero e proprio (matrimonium), come se avesse indossato una stola (l'abito tradizionale di una donna sposata) da matrona". Anche se le implicazioni sessuali a cui vuole alludere Cicerone sono chiare, il punto fondamentale del passaggio oratoriale del filosofo stoico latino è quello è di gettare discredito su Antonio indicandolo nel ruolo di sottomesso all'interno del rapporto omosessuale, mettendo così in tal maniera in dubbio la sua virilità di cittadino; non vi è alcun motivo di pensare che siano stati effettivamente eseguiti riti matrimoniali ufficiali.
Sia Marziale sia Giovenale - nelle sue Satire - si riferiscono al matrimonio tra uomini come a un fatto che non accade di rado, cioè come qualcosa di usuale e diffuso, abbastanza ricorrente all'interno della società dell'epoca, anche se poi i due autori citati si ritrovano a disapprovarlo. Il diritto romano non ha mai ufficialmente riconosciuto il matrimonio tra uomini, ma uno dei motivi principali di disapprovazione espressi nella satira datata alla prima metà del II secolo è che continuare a celebrarne i riti avrebbe anche potuto condurre a un'aspettativa di registrazione ufficiale per tali unioni.
Giovenale si scaglia contro la diffusione dei rapporti omosessuali, identificati dal poeta con l'effeminatezza e il vizio in generale; passa a descrivere coloro che mascherano i propri vizi sotto il mantello della filosofia greca: i pervertiti si vestono effeminatamente in pubblico, vi è poi chi difende la sua causa in vesti trasparenti, chi giunge fino al punto di sposare un qualche "suonatore di corno"... ma peggio ancora sono coloro che partecipano ai misteri della Bona Dea vestiti e truccati come fossero delle donne (II satira).

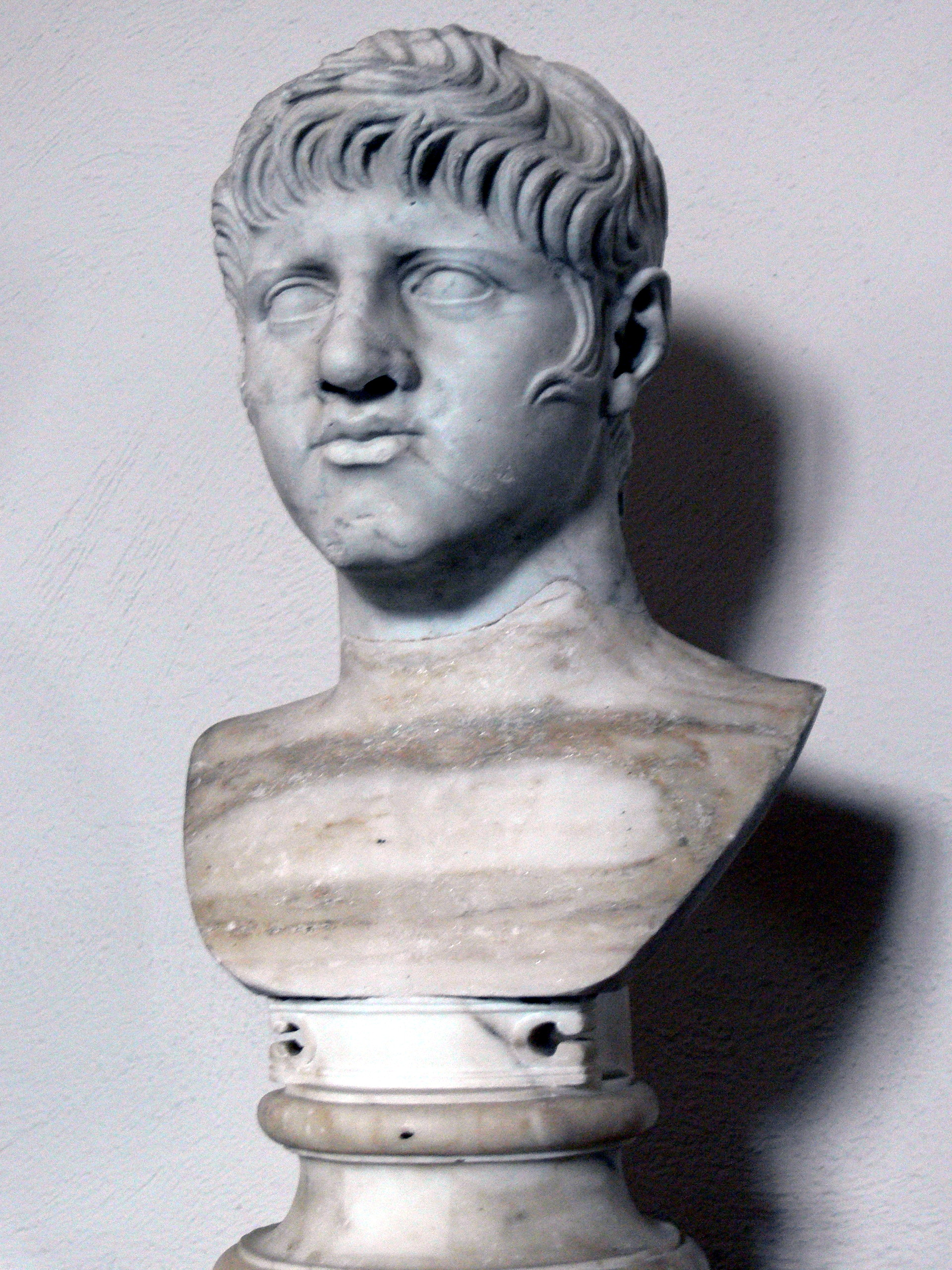
Busto di Nerone.

### Nerone
Varie fonti antiche (tra cui Svetonio, Tacito, Dione Cassio, e Aurelio Vittore) affermano che l'imperatore romano del I secolo Nerone abbia celebrato ben due matrimoni pubblici con degli uomini, una volta assumendo per sé il ruolo della moglie (questo accadde col liberto chiamato Pitagora), un'altra volta invece prendendo il ruolo del marito (con l'eunuco Sporo); vi sono poi indizi su un terzo caso in cui sembra aver avuto ancora la parte della moglie.
Le cerimonie neroniane includevano elementi tradizionali come la dote e l'indossare il velo da sposa romana. Anche se le fonti al riguardo si trovano a essere nella loro generalità pregiudizialmente ostili, lo stesso Dione Cassio fa implicitamente notare che gli atti pubblici e politici di Nerone venivano considerati molto più scandalosi dei suoi matrimoni con degli uomini.
Sporo rimase accanto a Nerone fino all'ultimo giorno, e si tramanda che fu presente anche alla sua morte (Vita di Nerone 48, 1; 49, 3), e, addirittura, secondo Sesto Aurelio Vittore (Epitome de Caesaribus 5, 7), sarebbe colui che resse il gladio con cui egli si dava la morte. Un ruolo di rilievo al suo personaggio compare viene dato anche in varie opere teatrali che descrivono tale evento (ad esempio Martello 1735). Alcuni studiosi considerano quella effettuata su Sporo come la prima operazione di cambiamento di sesso storicamente descritta.

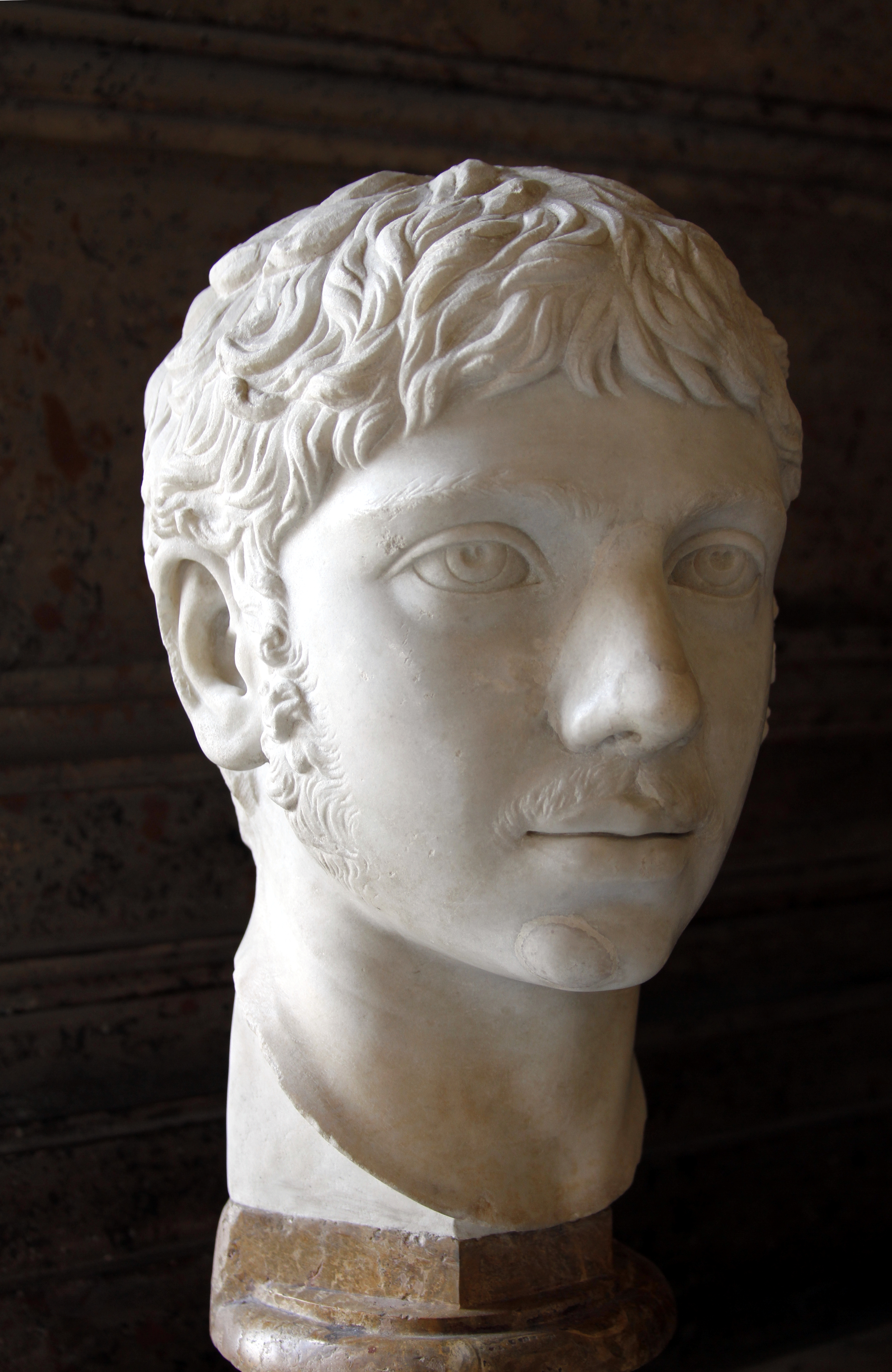
Profilo dell'imperatore Eliogabalo.

### Eliogabalo
Agli inizi del III secolo il giovanissimo imperatore di origini siriache Eliogabalo è indicato per esser stato la sposa in un matrimonio che ha voluto celebrare col suo partner maschile; ma anche molti altri uomini maturi della sua corte sembra avessero dei mariti ufficiali, facendo per lo più notare che ciò era fatto a imitazione dei "matrimoni imperiali".
L'orientamento sessuale di Eliogabalo e la sua identità di genere sono stati origine di controversie e dibattiti; va notato, però, che in Eliogabalo l'aspetto religioso e quello sessuale erano profondamente intrecciati, come normale nella cultura orientale, ma la società romana non comprese questo aspetto a essa alieno e dunque considerò stravaganti e scandalose le pratiche sessuali del proprio imperatore, tra cui le orge, i rapporti omosessuali e transessuali, la prostituzione, all'interno delle quali va intesa la ricerca - nella figura dell'androgino - del desiderio di castrazione.
Stando a quanto ne dice il membro del senato romano e storico contemporaneo Cassio Dione Cocceiano, la sua relazione più stabile sarebbe stata quella con un auriga, uno schiavo biondo proveniente dalla Caria di nome Ierocle, al quale l'imperatore si riferiva chiamandolo suo marito,. La Historia Augusta, scritta un secolo dopo i fatti, afferma che sposò anche un uomo di nome Zotico, un atleta di Smirne, con una cerimonia pubblica svoltasi nella capitale..

Cassio Dione scrisse inoltre che Eliogabalo si dipingeva le palpebre, si depilava e indossava parrucche prima di darsi alla prostituzione nelle taverne e nei bordelli di Roma, e persino all'interno del palazzo imperiale: 
(Cassio Dione Cocceiano, Storia romana, lxxx.13)
 Erodiano commenta che Eliogabalo sciupò il suo bell'aspetto naturale facendo uso di troppo trucco. Venne spesso descritto mentre «si deliziava di essere chiamato l'amante, la moglie, la regina di Ierocle», e si narra che abbia offerto metà dell'Impero romano al medico che potesse dotarlo di genitali femminili. Di conseguenza, Eliogabalo è stato spesso descritto dagli scrittori moderni come transgender, molto probabilmente transessuale.
Proibizioni legali chiare e nette contrarie al matrimonio omosessuale cominciarono ad apparire durante il IV secolo, via via che la popolazione dell'impero romano stava sempre più convertendosi al cristianesimo.

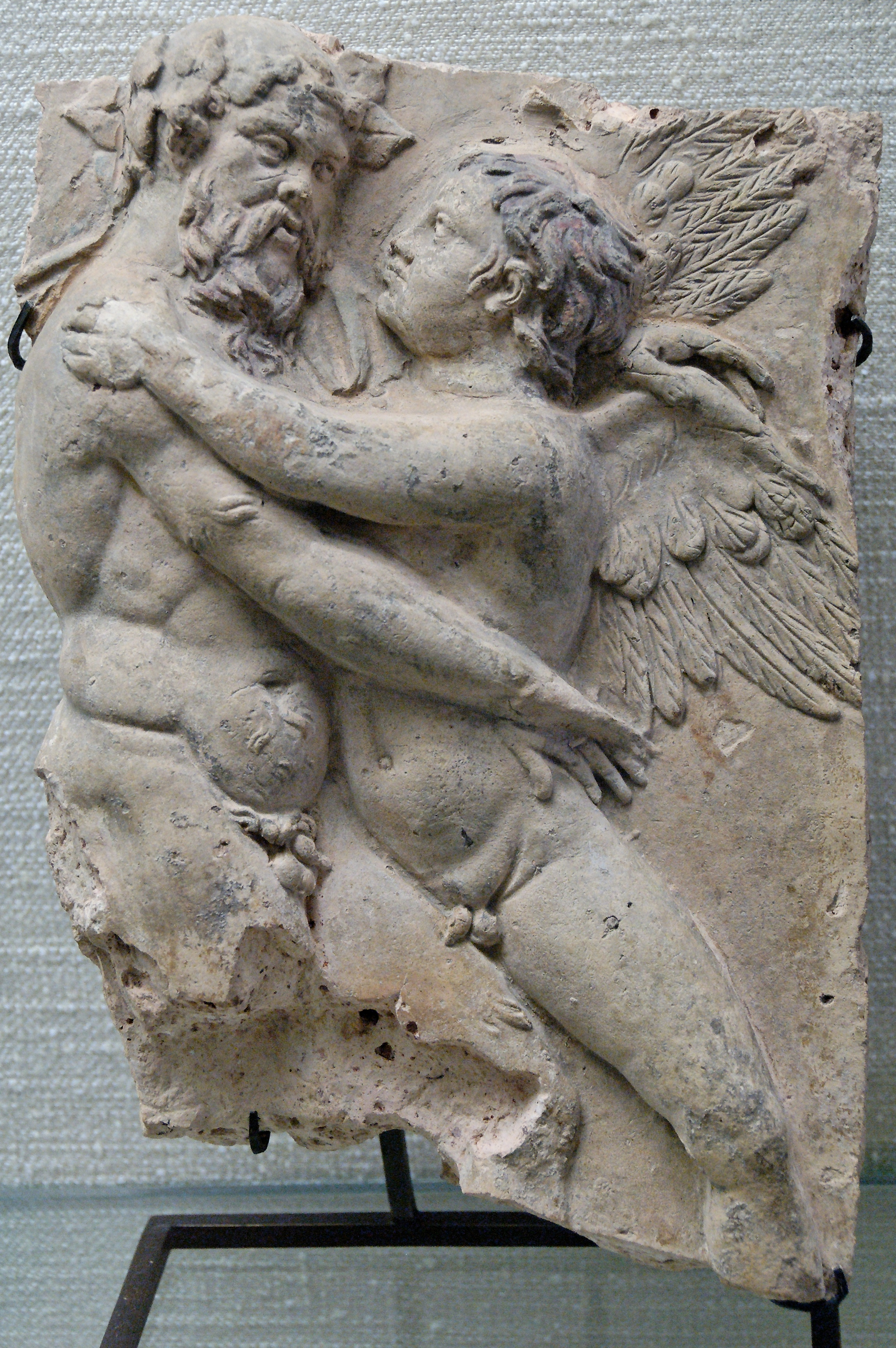
Sileno ed Eros abbracciati. Bassorilievo in terracotta degli inizi del I secolo.

## Lo stupro omosessuale
Il diritto romano ha affrontato la questione relativa allo stupro di un cittadino di sesso maschile già nel II secolo a.C., quando venne emessa una sentenza all'interno di una causa che potrebbe aver coinvolto un maschio di orientamento omosessuale. È stato stabilito che anche un uomo "disdicevole e discutibile" (infamis e suspiciosus) aveva lo stesso diritto appartenente a tutti gli altri uomini liberi che il proprio corpo non fosse sottoposto al sesso forzato.
Nella "Lex Julia de vi publica", registrata nei primi anni del III secolo ma con tutta probabilità risalente al tempo del dittatore romano Gaio Giulio Cesare lo stupro viene definito come un forzare al rapporto sessuale un ragazzo o una donna e lo stupratore era oggetto di esecuzione capitale, una sanzione abbastanza rara nel diritto romano.
Gli uomini che erano stati stuprati venivano esentati dalla perdita dello status giuridico e sociale subita da coloro che concedevano volontariamente il proprio corpo per dare piacere agli altri (soprattutto attraverso il sesso anale e la fellatio); un giovane che si dedicava alla prostituzione maschile o che comunque intratteneva sessualmente altri uomini era sottoposto a infamia e pertanto escluso dalle protezioni legali di regola concesse ed estese a tutti gli altri cittadini. Considerata come una questione di diritto, uno schiavo o una schiava non avrebbero potuto essere violentati, ma in quanto oggetto di proprietà e non in quanto persone il proprietario dello schiavo poteva tuttavia perseguire il violentatore per danni alla proprietà.
Il timore di stupri di massa a seguito di una sconfitta militare si estendeva anche a tutte le potenziali vittime di sesso maschile (in primis i bambini) oltre che alle donne. Secondo il giurista Pomponio qualunque cosa l'uomo abbia subito (compresa la violenza sessuale a causa della forza soverchiante dei ladri o da parte del nemico in tempo di guerra), è una cosa che si deve sopportare senza alcuna stigmatizzazione.
La minaccia di un uomo di sottoporne un altro alla pedicatio (rapporto anale) o irrumatio (rapporto orale) è un tema assai frequente delle invettive poetiche, particolarmente famosa quella espressa da Catullo nel suo "Carmen 16" ed è stata anche una forma comune di millanteria maschile; lo stupro è stato inoltre una delle punizioni tradizionali inflitte su un uomo adultero da parte del marito offeso, anche se forse più come fantasia di vendetta che effettivamente realizzato nella pratica.
In una raccolta di dodici aneddoti che si occupano di "assalti subiti dalla castità" lo storico Valerio Massimo dispone le vittime di sesso maschile a parità di numero se confrontate con le donne. In un caso di processo farsa (esempio processuale) descritto da Seneca il Vecchio, un adulescens (un giovane che non ha ancora formalmente incominciato la propria vita da adulto) viene violentato da dieci suoi coetanei; anche se il caso è ipotetico Seneca qui presuppone che la legge contempli la possibilità effettiva di un tal accadimento. Un'altra ipotesi immagina un caso estremo in cui la vittima di stupro venga indotta al suicidio; qui il maschio nato libero (appartenente agli ingenui) che ha subito violenza si uccide: i romani consideravano lo stupro su un ingenuus come uno tra i peggiori crimini che potevano essere commessi, assieme col parricidio, la violenza su una ragazza ancora in condizione di verginità e il furto all'interno di un tempio romano.

## Relazioni omoerotiche nelle forze armate
Il soldato romano, come ogni altro cittadino maschio libero e rispettoso dello Stato, avrebbe dovuto mostrare autodisciplina anche in materia sessuale. Augusto aveva vietato ai militari di sposarsi e questa proibizione è rimasta in vigore per l'esercito romano imperiale per quasi due secoli; le forme di gratificazione sessuale a disposizione dei soldati rimanevano quindi la prostituzione e l'utilizzo di persone ridotte in schiavitù, lo stupro di guerra e le relazioni tra persone dello stesso sesso.
Il Bellum Hispaniense, narrante gli eventi della guerra civile romana (49-45 a.C.) nella Spagna romana, cita un ufficiale che tiene con sé un concubinus/prostituto durante tutta la campagna militare. Il sesso tra commilitoni tuttavia violava il decoro romano, contrario a ogni tipo di rapporto sessuale tra cittadini liberi; di primaria importanza per un soldato era mantenere intatta la propria virilità (da vir, la sua condizione di uomo) non permettendo mai quindi che il suo corpo potesse venir utilizzato da altri per soddisfare scopi sessuali.
In guerra lo stupro simboleggiava la sconfitta, un motivo che rendeva il corpo del soldato costantemente vulnerabile sessualmente. Durante il periodo della repubblica romana gli atti omosessuali tra commilitoni erano soggetti a sanzioni severe, che potevano comprendere anche la condanna capitale, in quanto violazione della disciplina militare; Polibio (II secolo a.C.) riferisce che la punizione per un soldato che volontariamente avesse acconsentito a essere sottomesso sessualmente, quindi sottoposto a penetrazione, era il fustuarium (ossia la bastonatura a morte).
Gli storici romani registrano racconti cautelativi di ufficiali che abusano del loro potere per costringere i propri sottoposti a compiere atti sessuali e quindi a subire conseguenze disastrose. Agli ufficiali più giovani, che ancora potevano mantenere alcune delle caratteristiche attrattive adolescenziali favorite maggiormente nelle relazioni tra maschi, era consigliato di rinforzare le proprie qualità maschili e non usare profumi, né tagliarsi i peli alle narici e non radersi le ascelle.
Un episodio riferito da Plutarco nella sua biografia di Gaio Mario illustra il dovere del soldato di mantenere la propria integrità sessuale nonostante le pressioni che potevano provenire dai suoi superiori. Una bella e giovane recluta di nome Trebonio aveva subito molestie sessuali per un certo periodo di tempo dal suo ufficiale superiore, che si trovava anche a essere il nipote di Mario, Gaio Luscius. Una notte, dopo essersi nuovamente difeso, in una delle numerose occasioni in cui era stato sottoposto alle attenzioni indesiderate dell'uomo, Trebonio è stato convocato alla tenda di Luscius. Incapace di disobbedire al comando del suo superiore, si trova così a essere improvvisamente l'oggetto di una violenza sessuale e, a questo punto, sfoderata la spada uccide Luscius.
La condanna per l'uccisione di un ufficiale tipicamente provocava l'esecuzione immediata. Quando è stato portato a processo, il ragazzo è stato però in grado di produrre testimoni per dimostrare che aveva ripetutamente dovuto respingere Luscius, e che "non aveva mai prostituito il suo corpo a nessuno, nonostante le profferte di regali costosi". Marius non solo ha assolto Trebonio dall'accusa di aver assassinato un suo parente, ma gli ha consegnato una corona (vedi ricompense militari romane) per il coraggio dimostrato.

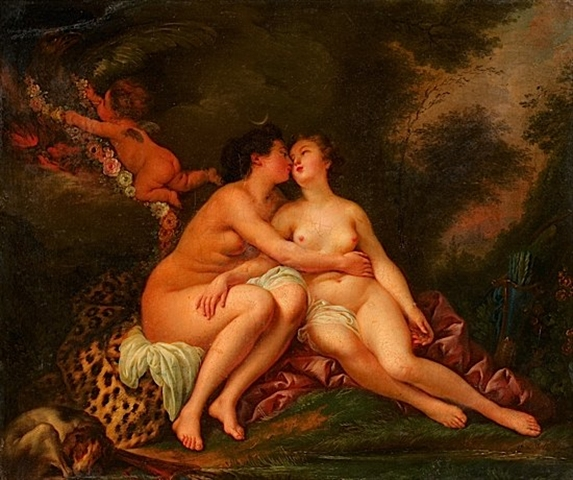
Diana e Callisto (1770), di Nicolas-René Jollain.

## Lesbismo
I riferimenti al sesso tra donne non sono frequenti nella letteratura latina della repubblica romana e dell'inizio del principato (storia romana). Ovidio, che è uno dei massimi sostenitori d'uno stile di vita generalmente rivolto all'amore per le donne, descrive e nota poi con partecipazione la storia di Ifi (o Ifide, cresciuta e allevata come fosse un maschio) che s'innamora di Iante e in seguito anche di Anassarete: si tratta di uno dei pochissimi miti lesbici presenti nella tradizione classica.

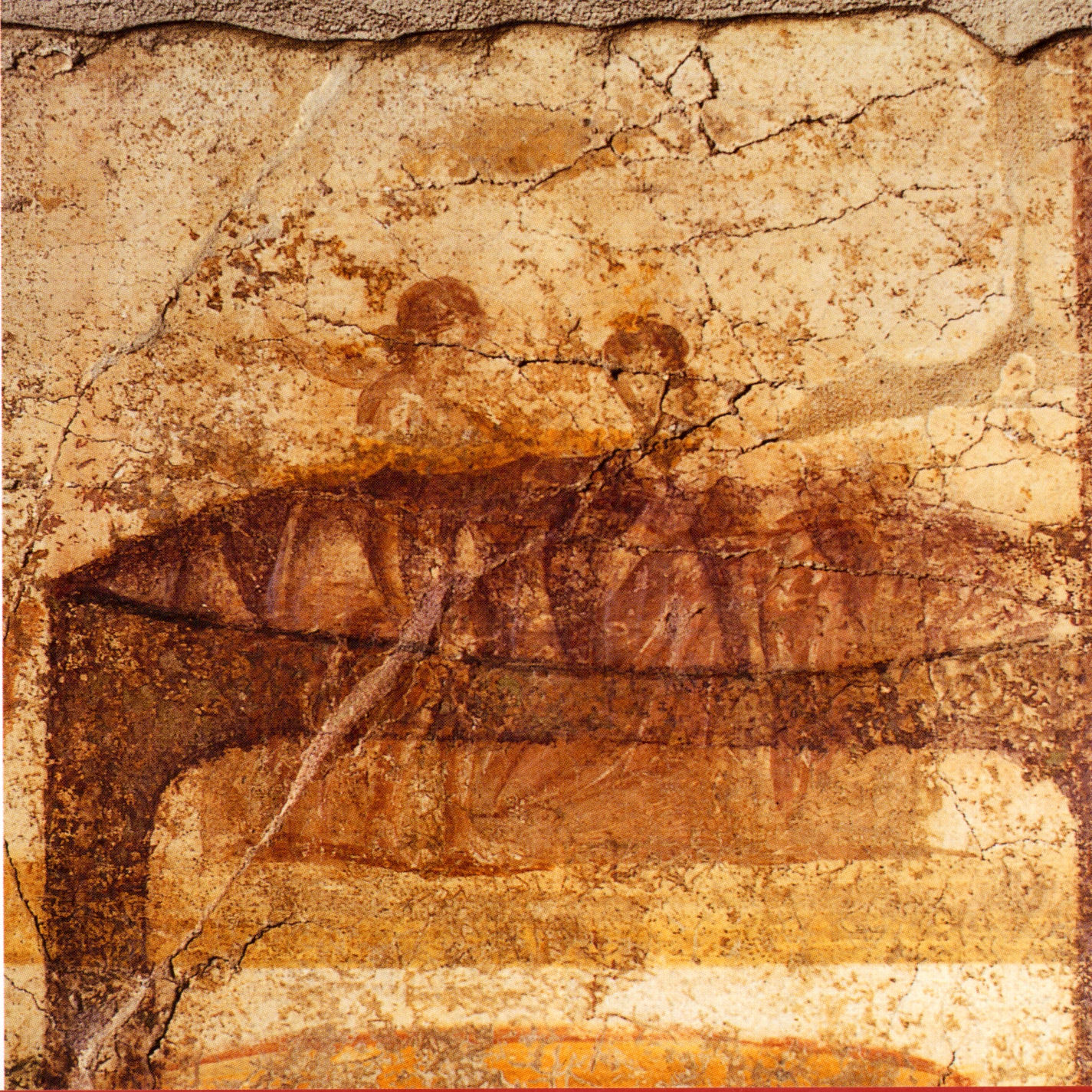
Scena di sesso lesbico. Terme Suburbane (Pompei).

In epoca imperiale successiva le fonti riguardanti relazioni omosessuali tra donne divengono via via più abbondanti, in forma di ricette mediche, incantesimi e pozioni d'amore, tesi di astrologia e interpretazione dei sogni. Un graffito rinvenuto nei muri di Pompei antica esprime il desiderio di una donna nei confronti di un'altra: "vorrei poter tenerla stretta al collo, abbracciandola ed accoglier tutti i suoi baci sulle mie labbra.
Parole di lingua greca indicanti una donna che preferisce la compagnia intima di un'altra donna includono hetairistria (in parallelo a hetaira-compagna (l'etera o cortigiana), tribas (tribade, da cui deriva tribadismo) e lesbia (dall'isola di Lesbo patria della poetessa Saffo). Alcuni termini della lingua latina sono tribas (per prestito linguistico, fricatrix-colei che strofina o sfrega (i propri genitali su quelli di un'altra) e virago (da vir-uomo, quindi una donna-maschio).

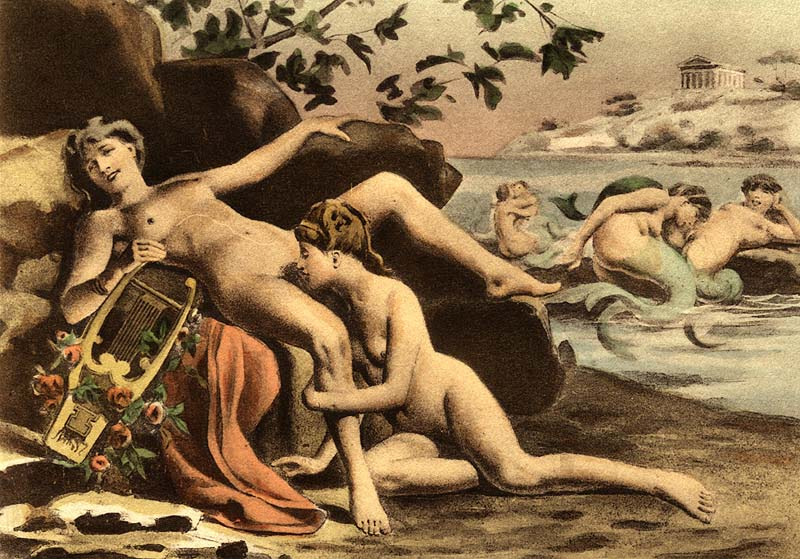
Saffo e le sue amiche a Lesbo, dipinto erotico di Édouard-Henri Avril.

Un primo riferimento ai rapporti omosessuali tra donne definito come lesbismo si trova nello scrittore greco del II secolo Luciano di Samosata: "dicono che ci sono donne come quelle di Lesbo, di aspetto maschile e che si prendono come consorti altre donne, proprio come se fossero uomini".
Dato che il modo di pensare romano nei riguardi del rapporto sessuale era eminentemente fallocratico e richiedeva in ogni caso un partner attivo dominante gli scrittori uomini immaginavano che nella sessualità tra lesbiche una delle due donne avrebbe dovuto utilizzare un fallo finto (dildo) oppure avere una clitoride eccezionalmente grande tanto da consentire con essa la penetrazione sessuale; per entrambe sarebbe stata un'esperienza piacevole proprio in quanto si verificava l'atto penetrante.
Raramente menzionati nelle fonti romane, oggetti a forma di fallo da utilizzare al posto del reale pene maschile sono un popolare elemento di comicità nella letteratura greca e nell'arte in genere, anche attraverso la tradizione del simbolismo fallico; esiste invece una sola raffigurazione nota nell'arte romana di una donna che penetra con questo sistema un'altra donna, mentre l'utilizzo di un fallo artificiale da parte di donne è più comune nella pittura vascolare greca.
Marco Valerio Marziale descrive le lesbiche come aventi appetiti sessuali fuor di misura che, prese da quest'esagerazione di desiderio, potevano giungere a eseguire atti sessuali con penetrazione su altre donne, ma anche su bambini; i ritratti imperiali di donne che sodomizzano ragazzi, che bevono e mangiano come i maschi e che s'impegnano in vigorosi regimi fisici, possono riflettere in parte le ansie culturali circa la crescente indipendenza delle donne romane.

## Identità di genere

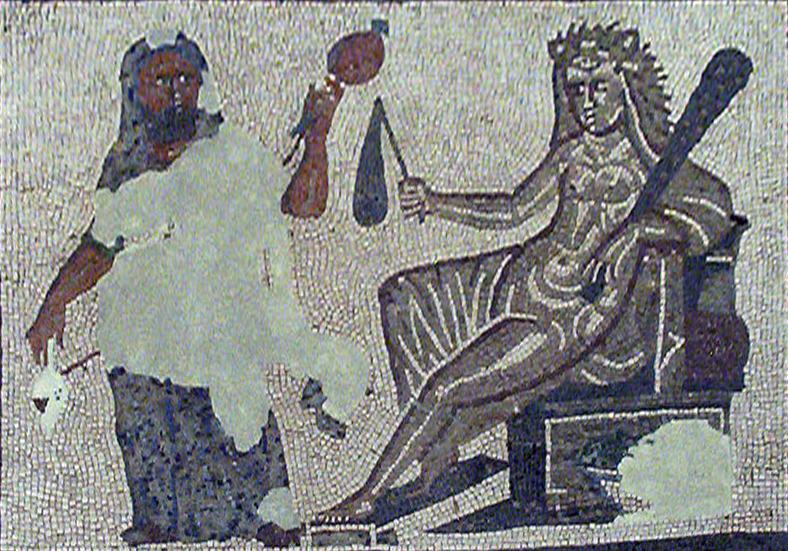
Mosaico che mostra Ercole mentre porta un abbigliamento femminile ed è in possesso di un gomitolo di lana (a sinistra), mentre Onfale indossa la pelle del Leone di Nemea.

### Travestitismo e crossdressing
Il crossdressing appare nell'arte e nella letteratura latina in vari modi per contrassegnare l'incertezza nell'identità di genere:
1. come invettiva politica, quando un uomo pubblico è accusato di indossare abiti eleganti e seducenti al modo degli effeminati.
2. come tropo mitologico, come nella storia di Ercole e Onfale che si scambiano gli abiti e con essi anche i ruoli sessuali.
3. come una forma di investitura religiosa, ad esempio nel sacerdozio degli adoratori di Cibele.
4. molto raramente come feticismo di travestimento.

Ulpiano categorizza l'abbigliamento romano sulla base di coloro che possono più opportunamente indossarlo: l'abbigliamento virilia-da uomo e caratteristico dei paterfamilias-i capi famiglia; puerilia è invece l'abbigliamento che marca chi lo indossa come bambino o minore; muliebria sono i capi d'abbigliamento della materfamilias; communia quelli che possono essere indossati da entrambi i sessi; infine i familiarica ovvero gli abiti per i famigli, i subalterni e gli schiavi di una casa.
Un uomo che volesse indossare abiti adatti alle donne, osserva sempre Ulpiano, rischierebbe di farsi oggetto di scherno: le prostitute erano le uniche donne a cui era concesso d'indossare a piacere anche la toga maschile, essendo loro di fatto al di fuori della categoria sociale e legale normativa indicante la donna.
Un frammento del commediografo Accio sembra riferirsi a un uomo che indossava segretamente "fronzoli più adatti a una vergine". Un esempio di travestitismo è riferito in una causa legale, in cui "un certo senatore era abituato a indossare di sera vestiti da donna". In una delle lezioni di diritto lasciateci da Seneca un giovane-adulescens viene violentato mente indossava abiti da donna in pubblico, ma il suo abbigliamento è spiegato come atto di sfida compiuto davanti agli amici, non come una scelta basata sulla ricerca del piacere erotico.
L'ambiguità di genere era una caratteristica dei sacerdoti della Dea Frigia Cibele: conosciuti come Galli, il loro guardaroba rituale comprendeva capi di abbigliamento femminile. Essi sono a volte considerati come un'autentica casta sacerdotale transgender o transessuale: durante la celebrazione più importante in onore della Dea, a imitazione di Attis si auto-eviravano presi da smania e follia sacra. La complessità della religione e del mito di Cibele e Attis viene esplorata in una delle poesie più lunghe di Catullo, la numero 63.

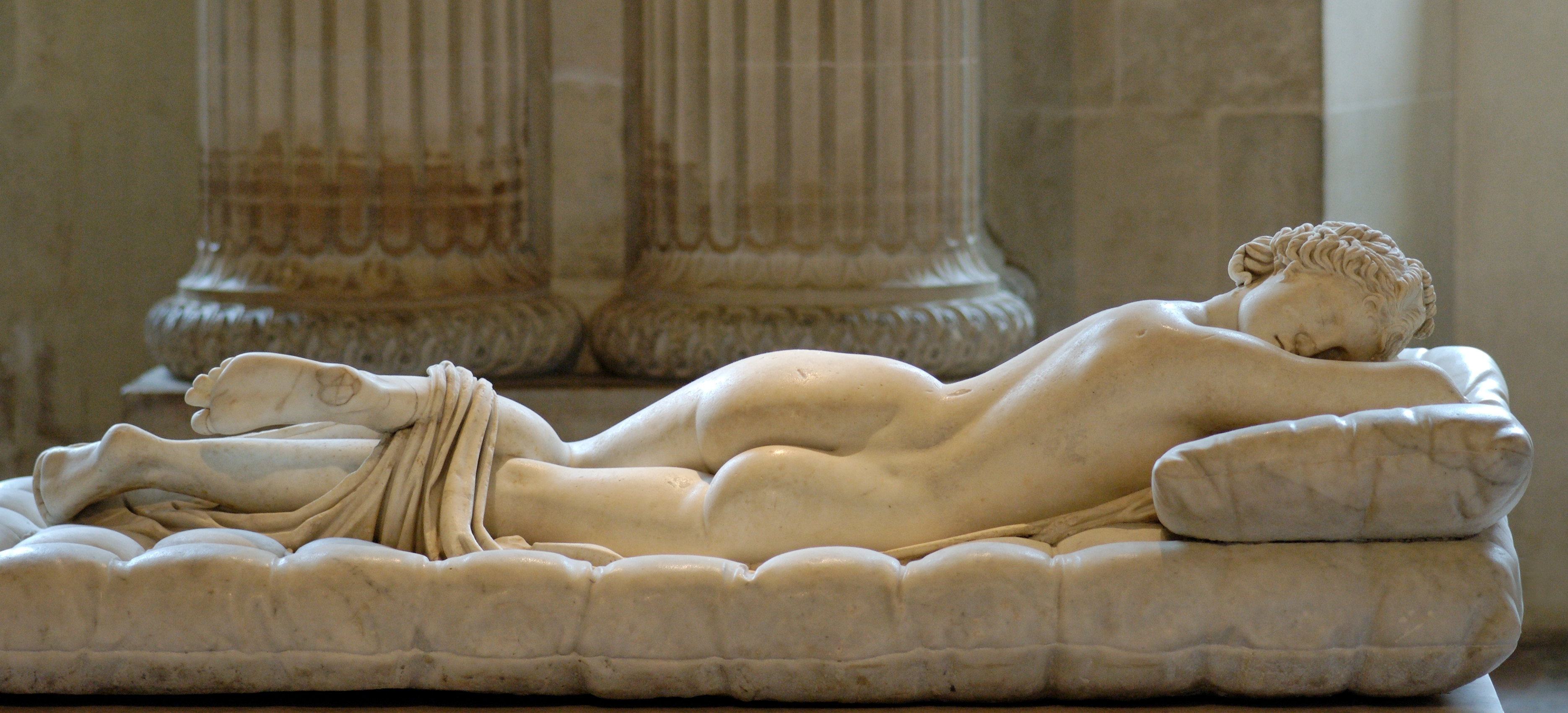
LErmafrodito dormiente, conservato al museo del Louvre.

### Ermafroditismo e androginia
Il termine ermafroditismo viene riferito a una persona nata con caratteristiche fisiche di entrambi i sessi (vedi intersessualità); nell'antichità la figura dell'ermafrodita era una delle questioni primarie riguardanti l'identità di genere. Plinio il Vecchio osserva nella sua Naturalis historia che "ci sono anche coloro che sono nati con entrambi i sessi, sono quelli che noi chiamiamo ermafroditi, un tempo detti androgini" (dal Greco Andr-uomo + Gyn-donna; un uomo che è anche una donna quindi).
Lo storico Diodoro Siculo del I secolo a.C. scrisse che "alcuni dichiarano che il nascere di creature di questo tipo sia un evento meraviglioso (teratogenesi) in quanto, essendo un fatto molto raro, sia annunziatore del futuro, a volte con profezie benevole e altre con previsioni più malevoli". Isidoro di Siviglia descrive in maniera abbastanza fantasiosa un ermafrodito come colui "che ha il seno destro di un uomo e quello sinistro di una donna e dopo l'atto sessuale possono diventare sia il padre sia la madre dei loro eventuali figli".
Secondo il diritto romano un ermafrodito doveva essere classificato o come maschio o come femmina, non esistendo una terza possibilità all'interno della categorizzazione giuridica: l'ermafrodito rappresenta così una "violazione dei confini sociali, in particolare di quelli fondamentali per la vita quotidiana, come l'essere maschio o l'essere femmina".
Nella religione romana tradizionale la nascita di un ermafrodito rientrava nell'ambito del prodigium, un evento cioè che segna un'interruzione nella pace tra Dei e umani; ma Plutarco osserva anche che mentre una volta erano considerati dei presagi divini, ora gli ermafroditi erano diventati oggetto di piacere-deliciae e venivano ampiamente contrattati e venduti al mercato degli schiavi.

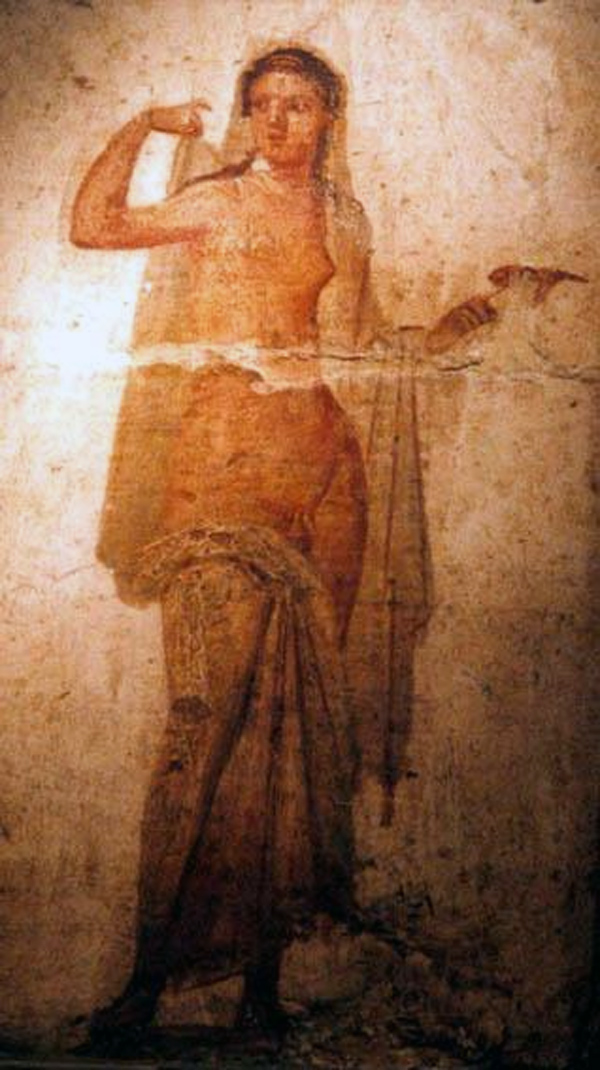
Ermafrodito in un dipinto murale di Ercolano (prima metà del I secolo).

Nella tradizione mitologica classica Ermafrodito era un ragazzino molto avvenente e grazioso figlio di Hermes (il romano Mercurio) e Afrodite (Venere). Ovidio ne ha scritto in dettaglio il racconto più famoso e influente, nelle sue Metamorfosi sottolineando che, anche se il bel giovane era nel pieno della sua bellezza e attrattiva adolescenziale, respinse l'amore che gli veniva offerto esattamente come già aveva fatto Narciso.
La ninfa Salmace che lo aveva scorto lo desiderò immediatamente: rifiutata lei finse di ritirarsi ma poi, appena il ragazzo cominciò a spogliarsi per poter fare il bagno nel fiume, si slanciò su di lui abbracciandolo stretto e nel contempo pregando gli Dei di non essere mai separati. Gli spiriti benevoli accolsero la sua richiesta supplicante e così i due corpi, quello del ragazzo e quello della ninfa, si fusero in uno dando luogo a un essere fisicamente bisessuato.
Come risultato tutti gli uomini che andavano a bere dalle acque di quella sorgente avrebbero sentito sempre più crescere dentro sé caratteri da effeminato e il morbo dell'impudicitia.
Il mito di Ila, il giovane compagno e amante maschio di Ercole che venne rapito da una ninfa delle acque (Lympha), condivide con Ermafrodito e Narciso il tema dei pericoli che si affacciano sul maschio adolescente nell'età della transizione che lo dovrebbe portare alla riconosciuta virilità adulta, e che invece ha esiti differenti per ognuno.
Raffigurazioni di Ermafrodito erano molto popolari tra i romani: "Rappresentazioni artistiche di Ermafrodito portano in primo piano le ambiguità concernenti le differenze sessuali costitutive di uomini e donne, nonché l'intima ambiguità esistente in tutti gli atti sessuali... Gli artisti trattano sempre Ermafrodito in qualità di spettatore di sé stesso, che scopre improvvisamente la sua più autentica identità sessuale... La figura di Ermafrodito è una rappresentazione altamente sofisticata, invadendo i confini esistenti tra i due sessi che sembra essere così chiara nel pensiero classico".
Macrobio descrive infine una forma maschile della Dea Venere la quale aveva il suo culto principale nell'isola di Cipro: dotata di barba e genitali femminili, indossava invece abiti femminili. Gli adoratori di tale divinità travestita erano uomini vestiti da donna e donne vestite da uomini. Il poeta latino Laevius ha parlato dell'adorazione di una Venere che non si sapeva bene se fosse maschio o femmina (sive femina sive mas); questi è stato talvolta chiamato Afrodito e in diversi esemplari di scultura questi si tira su le vesti rivelando d'avere genitali maschili, gesto tradizionalmente riconducibile a un rito magico dal potere apotropaico.

## La transizione da paganesimo a cristianesimo
Infine non va sottovalutato il fatto che, è vero, nel tardo impero romano fu la condanna cristiana a rendere l'omosessualità un reato (cioè uno stuprum) sempre e comunque; tuttavia la terminologia usata per giustificare la condanna non è cristiana, ma è ripresa dalla filosofia greca e non dalla teologica ebraica.
Il concetto di "contro natura", per esempio, viene da Platone, il quale però non si riferiva all'omosessualità ma alla masturbazione,  e non dalla Bibbia.
Tuttavia è innegabile che il Cristianesimo e la morale giudaica e testamentaria funzionarono da base e fulcro alle leggi che, successivamente adottate dagli imperatori cristiani come Costante, Teodosio I e Giustiniano, proibirono e punirono con la pena capitale il nuovo reato di omosessualità.
Teodosio era infatti fortemente influenzato dal vescovo di Milano Sant'Ambrogio, tanto che quando promulgò la legge che condannava gli atti omosessuali passivi era sotto una penitenza assegnata dallo stesso Ambrogio in un contesto in cui si stava svolgendo una lotta tra ariani e cattolici e in cui gli "eunuchi", molto influenti nella corte imperiale, erano schierati per la maggior parte con gli ariani affermando la natura umana di Gesù, ed esercitavano pressioni nei municipi contro i cristiani niceni, cioè cattolici, che sostenevano la duplice natura, divina e umana di Gesù, figlio di Dio. Nel 389, cioè un anno prima del decreto che puniva gli atti omosessuali, un decreto di Teodosio tolse agli eunuchi neo-ariani il diritto di fare e ricevere testamento.

### Sotto il dominio cristiano
Nel Basso Impero il modo di concepire l'omosessualità cambia via via in modo sempre più restrittivo, fino ad arrivare al codice Teodosiano che, recependo due leggi precedenti databili rispettivamente al 342 e 390 d.C., reprimeva l'omosessualità passiva e l'effeminatezza con la pena capitale o la mutilazione, mentre con Giustiniano (483-565 d.C.) ogni manifestazione di omosessualità, anche attiva, fu bandita perché in ogni caso offendeva Dio, con riordino del sistema della persecuzione criminale e con pena di morte per infanda libido, formulando anche un giudizio morale ("infanda" = letteralmente che non può esser detta, innominabile).
Le cause di questo cambiamento legislativo, di irrigidimento e intolleranza sempre più crescente verso l'omosessualità sono ancora oggi dibattute da alcuni storici e studiosi. Indubbiamente un ruolo importante fu svolto dalla morale cristiana e dal passaggio del Cristianesimo da religione segreta e proibita a religione di Stato, unica ammessa in tutto l'Impero. La morale cristiana infatti, a differenza di quella pagana greco-romana, considerava comunque peccato l'atto omosessuale, di là dal ruolo svolto, contrapponendo, alla visione maschilista tipica della società romana sul sesso, una visione più ascetica e distaccata in cui il sesso era sempre considerato un peccato e un atto impuro, al di fuori della finalità di unione nella complementarità sessuale evocata in Genesi 2-3 e della apertura alla procreazione, e quindi dividendo le pratiche sessuali in lecite (rapporto tra uomo-donna atto alla riproduzione, sacralizzato a Dio tramite il matrimonio) e in illecite (tutto il resto, cioè gli atti sessuali non atti alla riproduzione, tra cui anche l'omosessualità attiva e passiva, oltre che la masturbazione).
Alcuni studiosi tuttavia ritengono che l'irrigidimento fosse stato coadiuvato, senza niente togliere alla morale cristiana sempre più dominante, anche a un certo puritanesimo pagano sempre più crescente di fronte alla decadenza dei costumi tipica del Tardo Impero.

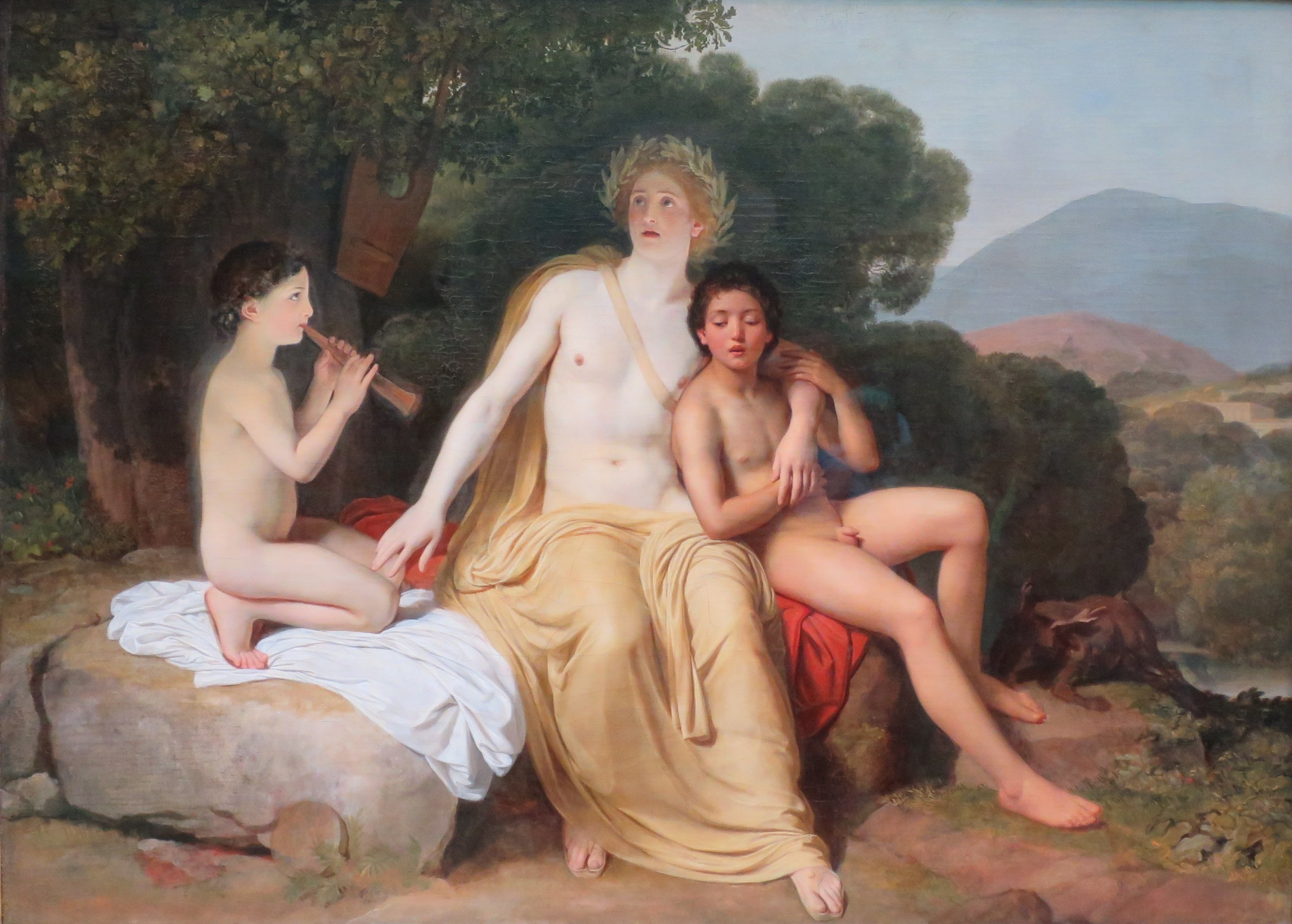
Apollo tra gli amati Giacinto (mitologia) e Ciparisso (1834), di Aleksandr Andreevič Ivanov (pittore).

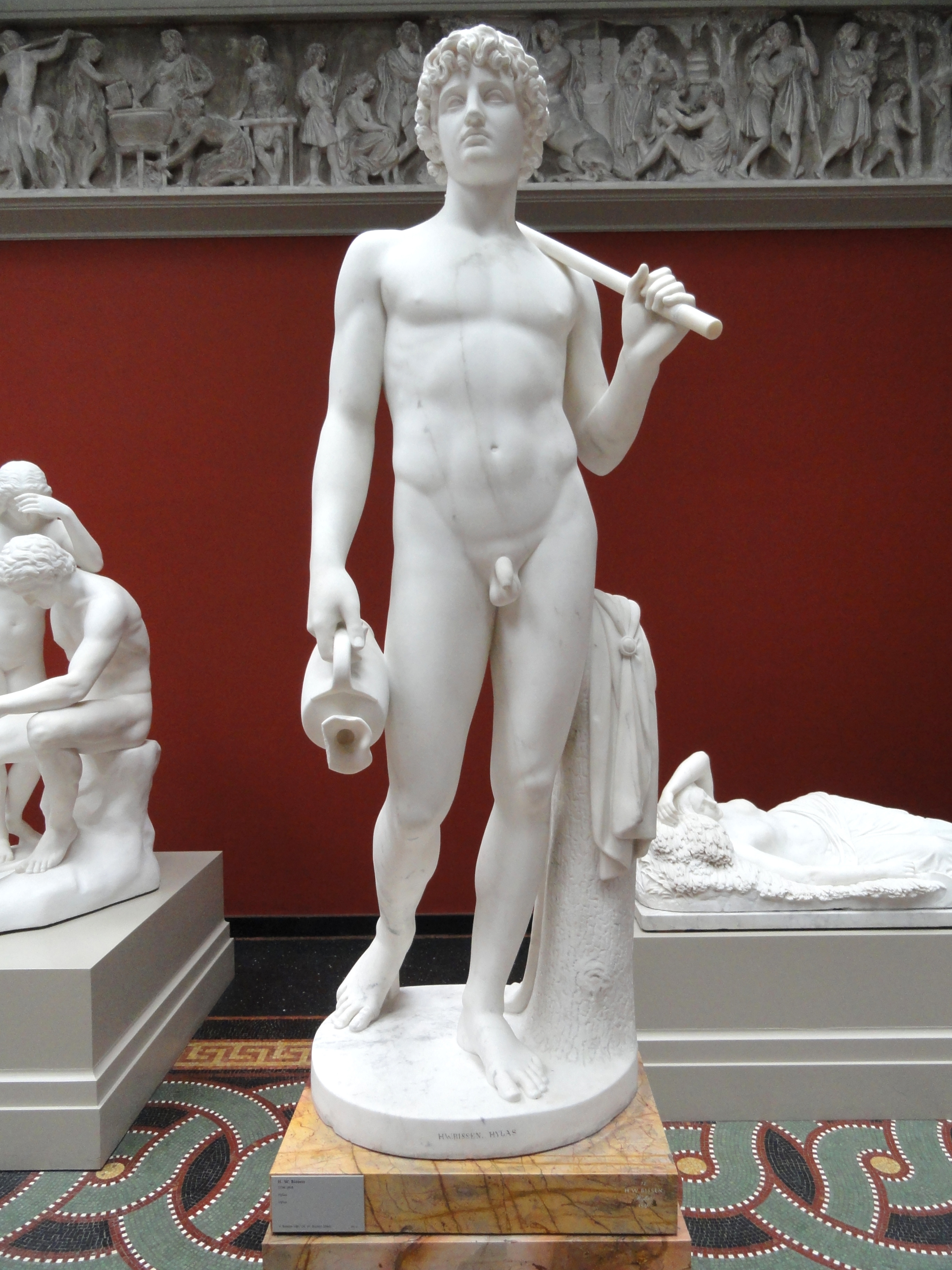
Scultura del 1846 di Herman Wilhelm Bissen che ritrae Ila, bellissimo giovinetto amato da Ercole.

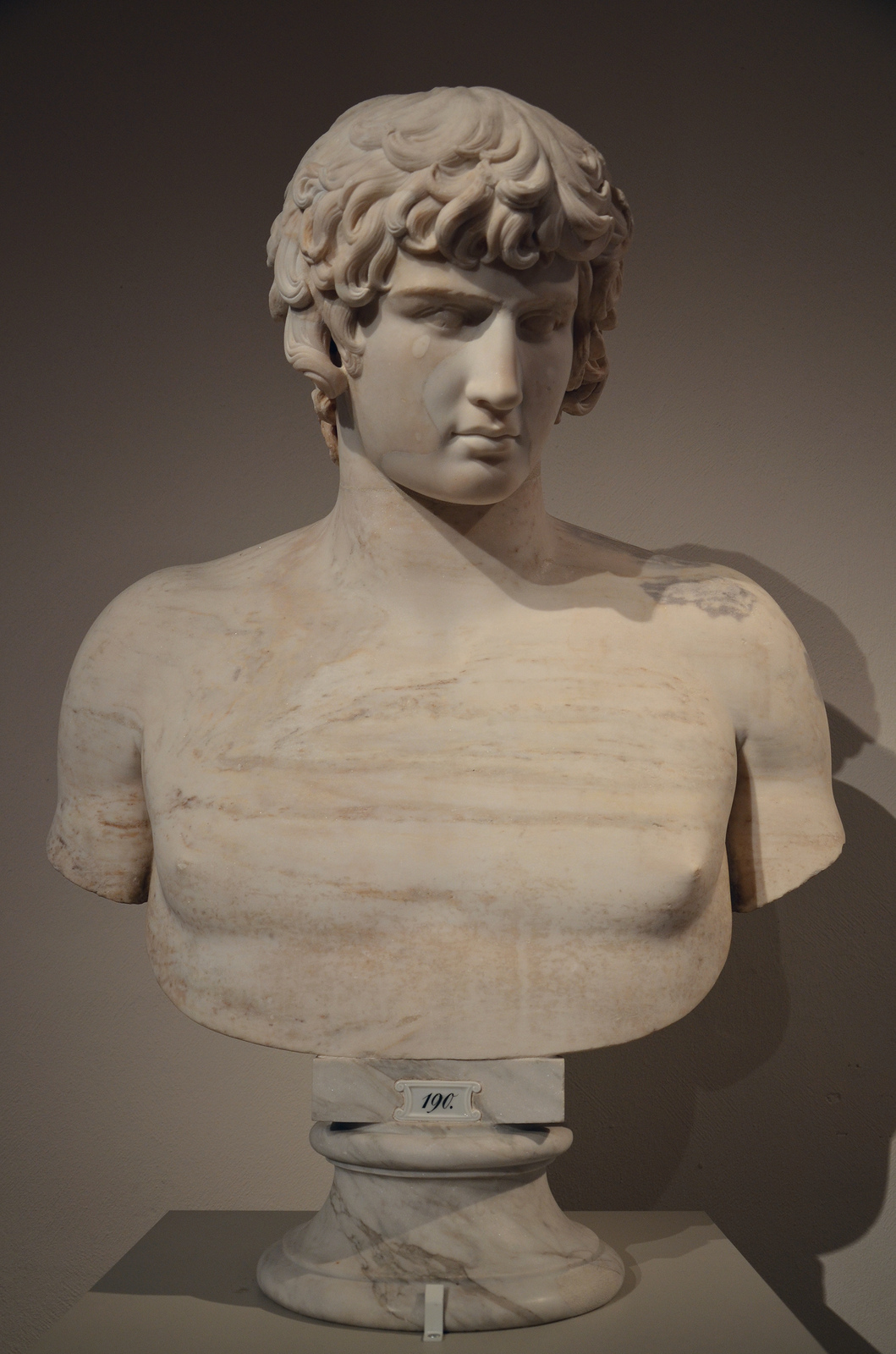
Uno dei tanti busti dedicati da Adriano ad Antinoo.

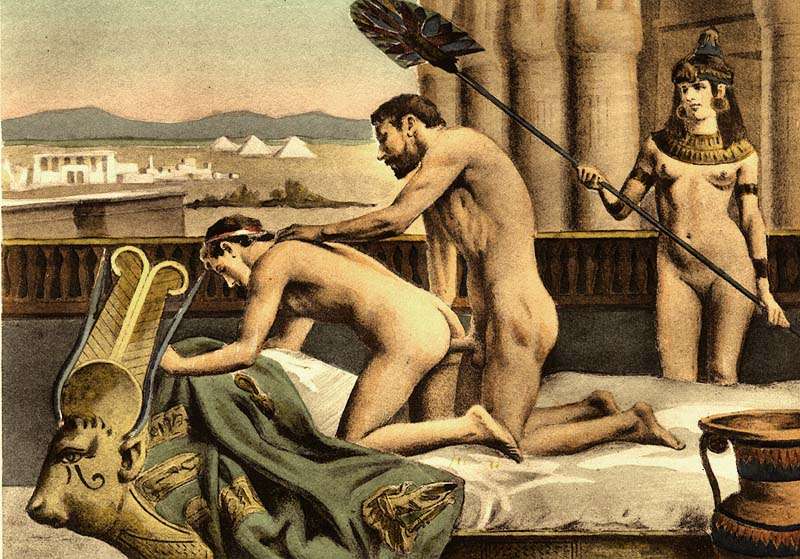
Rapporto sessuale tra Antinoo e l'imperatore Adriano in uno dei tanti dipinti erotici di Édouard-Henri Avril.

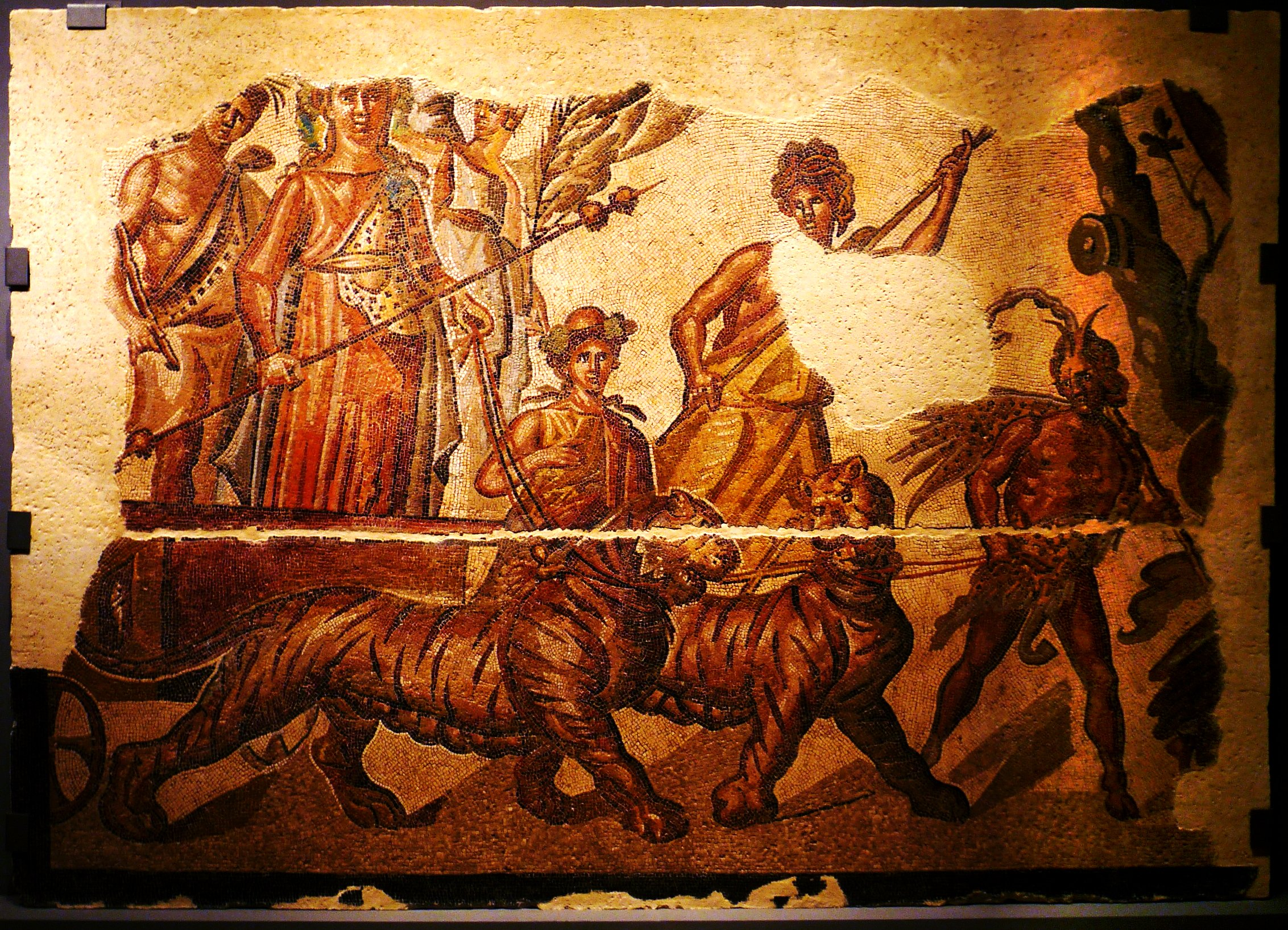
Corteo trionfale del dio Bacco. Mosaico del II secolo.

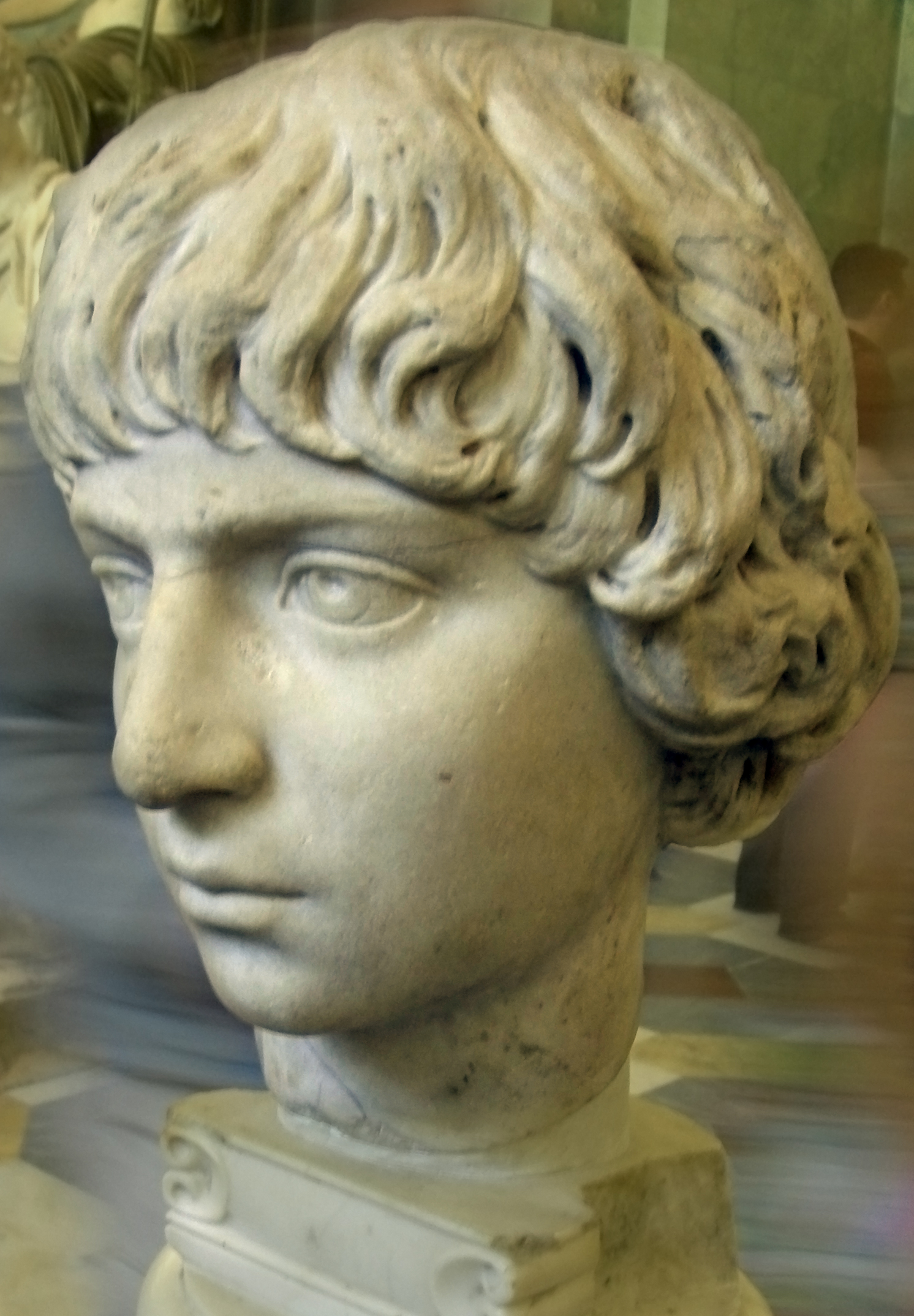
Busto romano di ragazzo (forse Polydeukes amato da Erode Attico), conservato all'Ermitage di San Pietroburgo e risalente al II secolo d.C.